# Lyon pendant la Seconde Guerre mondiale

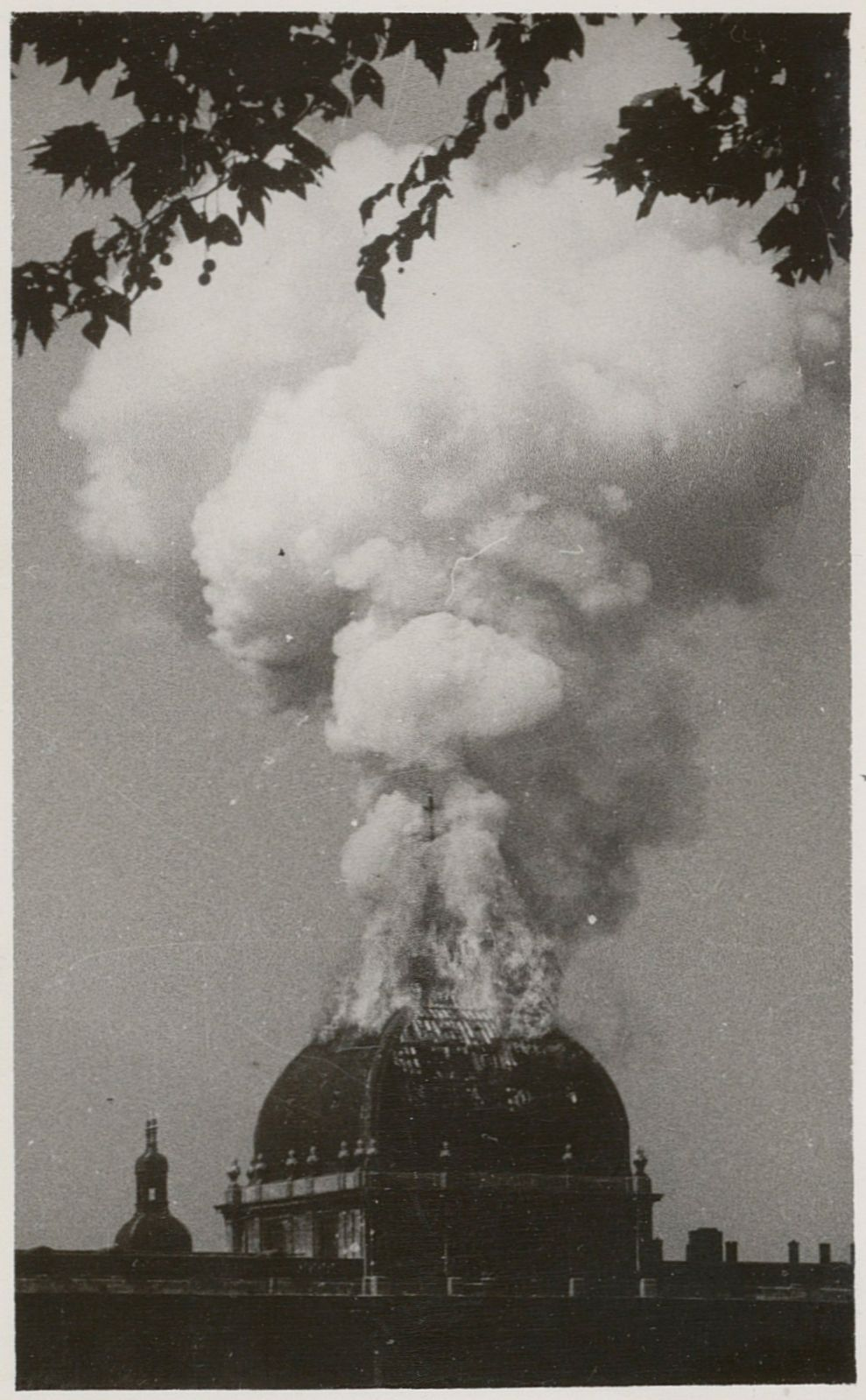
L'Hôtel-Dieu en flammes à la suite de tirs lors de la libération en septembre 1944.

Lyon, durant la Seconde Guerre mondiale, joue un rôle important dans l'histoire française. Située en zone libre jusqu'en 1942 et très proche de la ligne de démarcation, la ville accueille de nombreux réfugiés et devient un foyer de Résistance précoce et important. Particulièrement marquée par la répression, surtout après l'invasion de la zone sud en novembre 1942, Lyon est finalement libérée le 3 septembre 1944.
Lyon se prépare comme toutes les autres villes à la guerre en 1939-1940 et ne connaît pas d'évènement particulier durant la drôle de guerre. Lors de l'invasion, Lyon ne connaît pas de combats, son maire Édouard Herriot ayant obtenu le statut de ville ouverte pour son agglomération. Si les Allemands ne restent pas longtemps, un très grand nombre de réfugiés s'installent à Lyon à compter de juillet 1940. La ville connaît entre cette date et novembre 1942 la même vie politique unique faite de censure et de propagande officielle que l'ensemble de la France soumise à l'autorité du gouvernement vichyste. En revanche, Lyon connaît un très riche réseau de résistants, regroupant toutes les tendances qui fondent rapidement un grand nombre de mouvements et d'organes de presse clandestins. Toutefois, comme partout, la majorité de la population reste sur cette période fidèle à la figure du maréchal Pétain, à l'image du cardinal Gerlier.
Après l'invasion de la zone sud, après le 11 novembre 1942, Lyon subit une répression importante, due à la fois à l'importance des mouvements résistants locaux et au fait qu'elle est un chef-lieu régional pour les organes de répression allemands (Gestapo, SS et Feldgendarmerie) et pour la Milice française. La population a, à la fin de 1942, perdu la confiance dans le gouvernement de Vichy et connaît jusque la Libération près de deux années de privations sévères. Les mouvements résistants procèdent à des actions de plus en plus nombreuses et hardies, et subissent en retour des pertes importantes, dont l'arrestation de personnalités majeures des mouvements de résistance tel Jean Moulin. Lourdement bombardée à la fin du conflit, la ville est libérée le 3 septembre 1944 par l'armée américaine et les forces armées françaises, ayant débarqué en Provence le 15 août 1944. Les Forces françaises de l'Intérieur, au niveau régional, avaient décidé de ne pas procéder à un soulèvement auparavant, manquant d'armement et craignant une riposte aveugle de la part des troupes notamment SS.

## Lyon et la Seconde Guerre mondiale
Lyon joue un rôle certain dans les évènements politiques et militaires de la Seconde Guerre mondiale, sans n'avoir jamais été aux premières loges.

### Lyon à l'orée de la guerre

#### Le cadre urbain

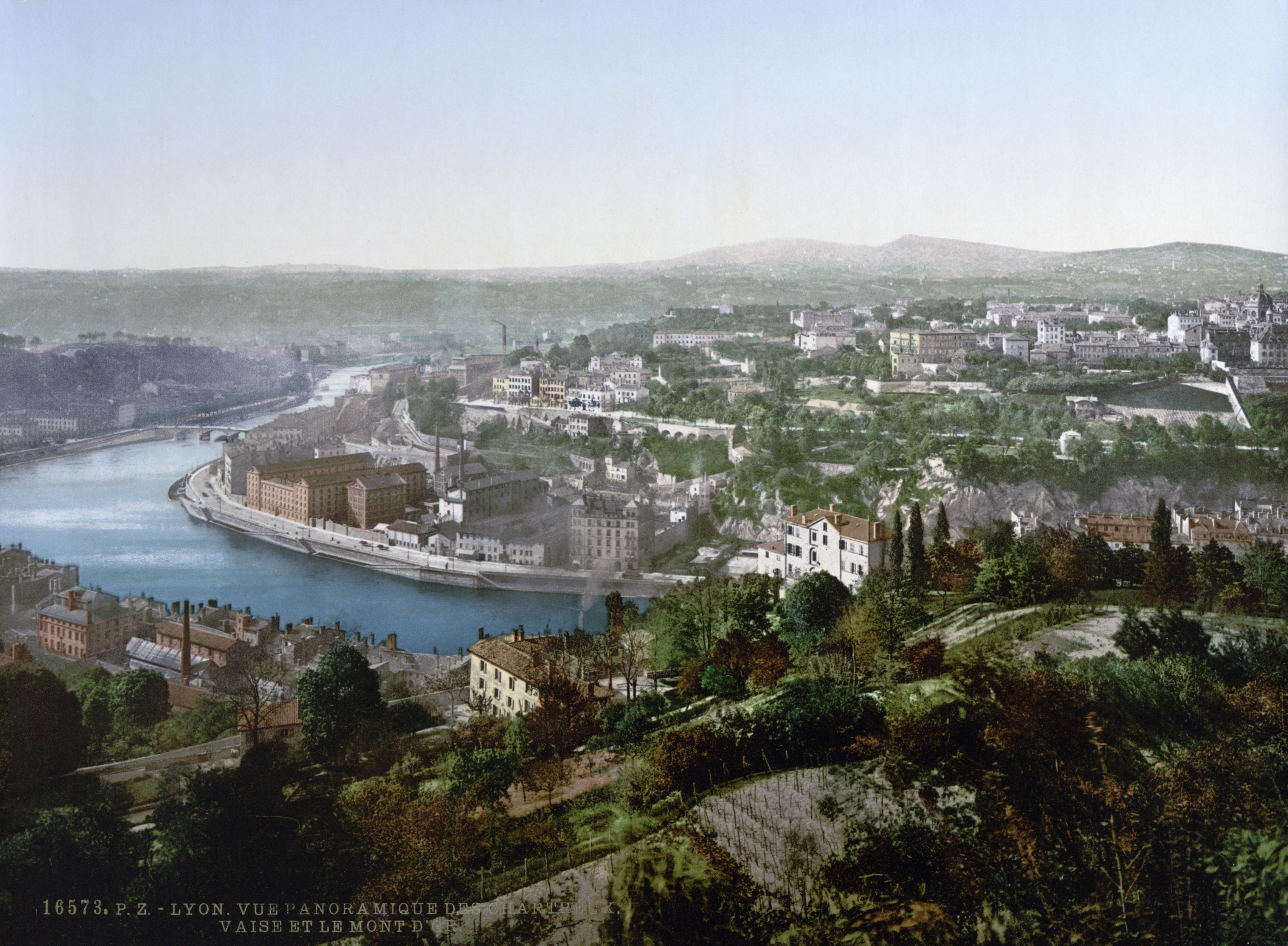
Vue de la Croix-Rousse depuis la colline de Fourvière. Bibliothèque du Congrès.

En 1939, Lyon est une ville à l'habitat vieillissant, plus de 95 % des immeubles de la ville datent d'avant 1914. À cette date, il existe déjà des logements sociaux pour 3 400 personnes, mais plus de 30 000 sont encore en attente d'un logement décent.

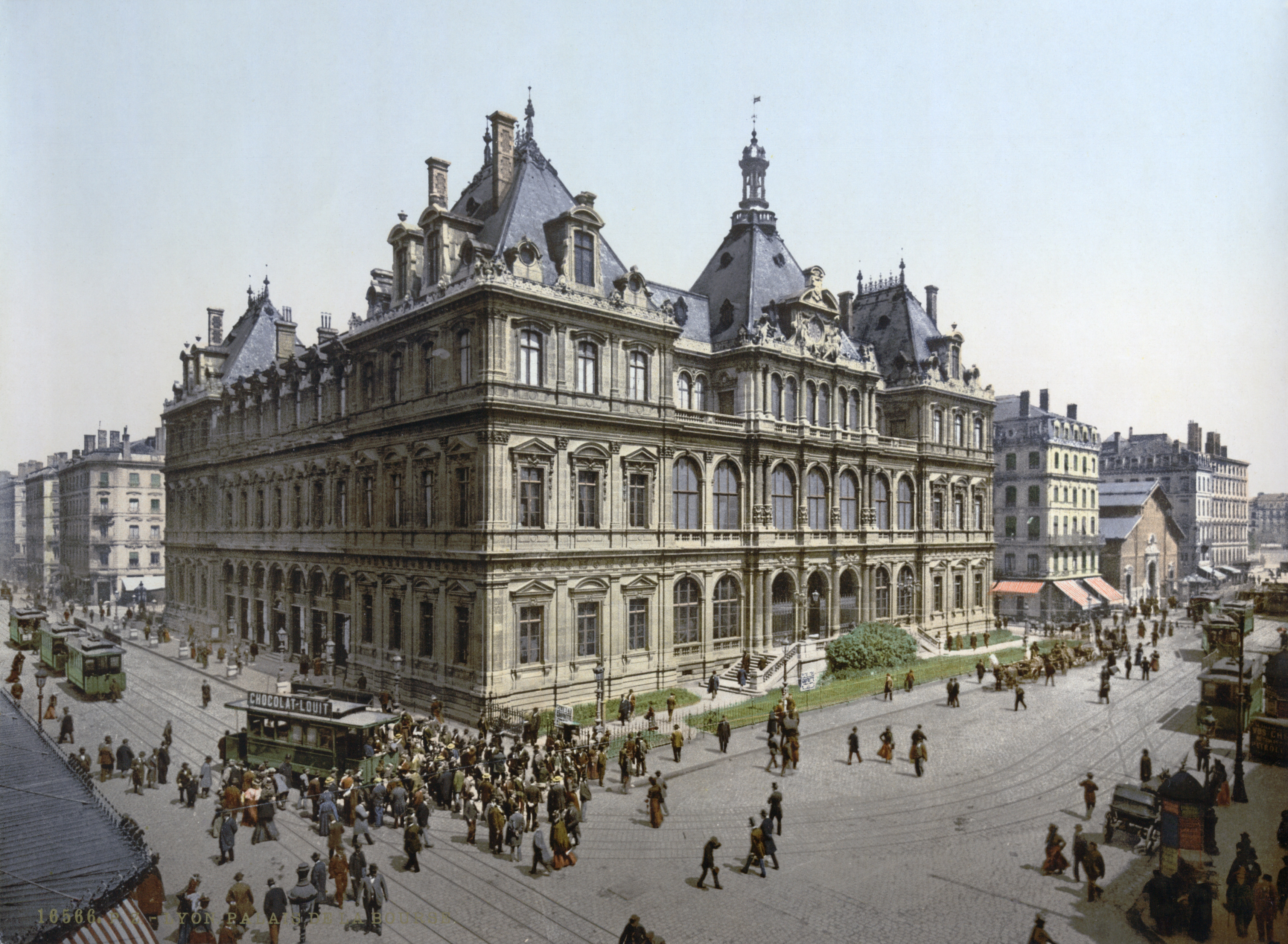
Le Palais de la Bourse, symbole des beaux quartiers centraux de Lyon. Bibliothèque du Congrès.

La presqu'île entre Perrache et la Croix-Rousse, de même que le Vieux Lyon, montrent un visage urbain similaire à celui de nos jours. Le Vieux Lyon, encore largement insalubre et mal rénové, est un quartier populaire, tandis que le centre historique est un beau quartier aisé. Le plateau de la Croix-Rousse est encore percé de nombreux espaces campagnards.
À l'ouest, les pentes de Fourvière, le plateau du Point du jour et le quartier Saint-Just sont également dotés de nombreuses propriétés avec de grands jardins et espaces verts.
À l'est, les Brotteaux sont encore en voie de transformation. Le nord devient de plus en plus résidentiel tandis que le sud reste encore populaire et peuplé d'artisans. Plus à l'est, autour de l'hôpital de Grange Blanche pas encore terminé, se trouve l'avenue Berthelot, prévue pour être une grande avenue résidentielle moderne, et plus au sud l'avenue des États-Unis est peuplée d'immeubles HLM flambant neufs. Plus à l'est encore se trouve le boulevard de ceinture tout récemment terminé, qui se trouve encore presque en pleine campagne.
Le sud de Lyon, avec Gerland, est un quartier évité par la population à cause des nuisances des usines chimiques.
Administrativement, Lyon à l'époque ne comprend pas encore la commune de Saint-Rambert, le cinquième arrondissement arrivant alors jusqu'à Vaise et le septième arrondissement comprenant encore ce qui sera plus tard le huitième.

#### Situation politique

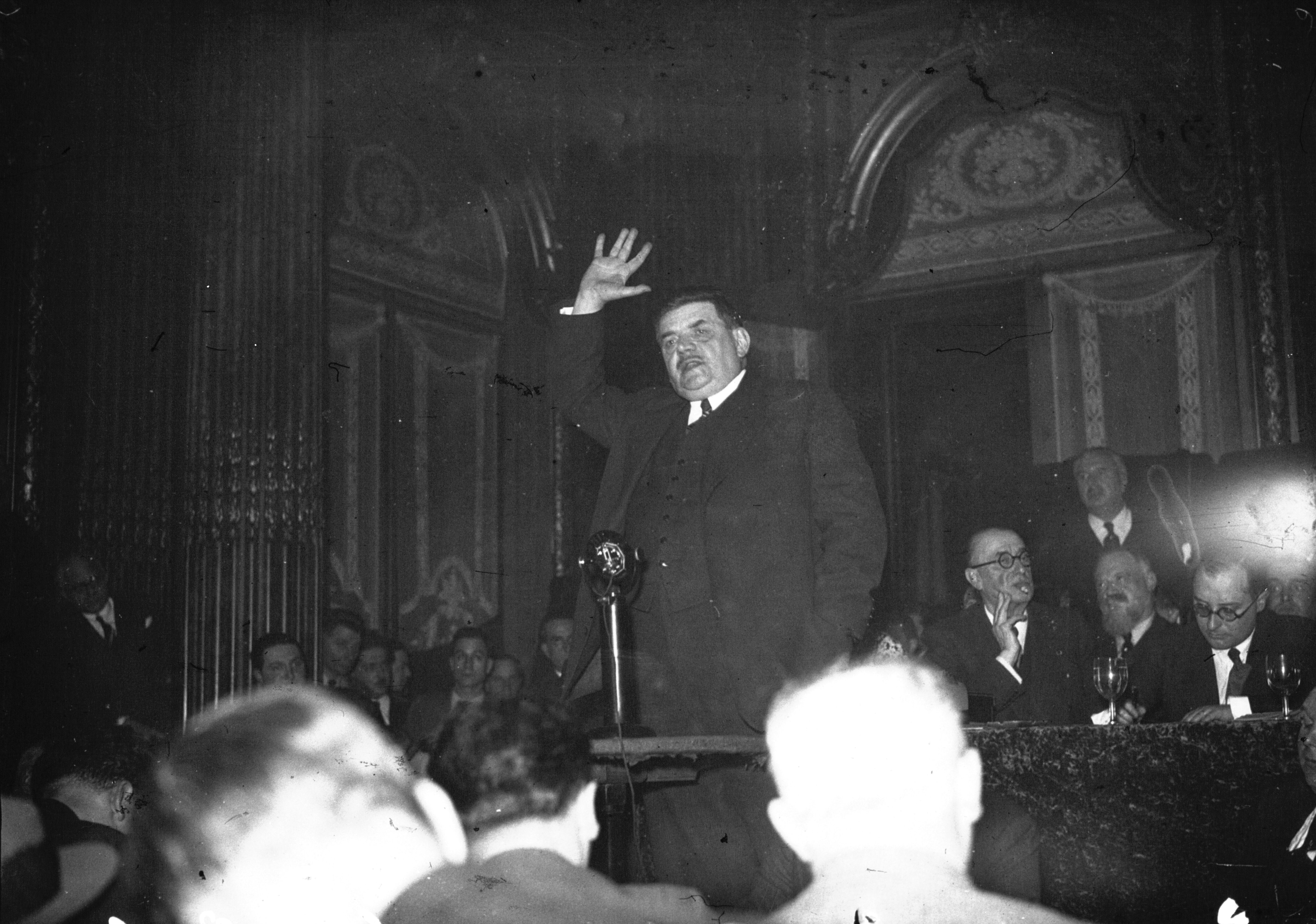
Édouard Herriot prononçant un discours en 1936. BNF, Est., EI-13 (2915).

Lyon arrive dans la guerre avec Édouard Herriot comme maire, élu sans discontinuer depuis 1905. Maire radical issu d’un parti en perte de vitesse au cours des années 1930, il dispose toutefois d’une aura qui lui permet de se maintenir dans une position incontournable dans la cité rhodanienne . Mais sa position est fortement contestée à la fois par sa gauche, avec une SFIO et un Parti communiste en pleine ascension, et par sa droite par le Parti social français proche, à Lyon, des idées de Joseph Rambaud. À droite, une partie de l’opinion est attirée par le Parti populaire français de Jacques Doriot, pour qui le journal conservateur Le Nouvelliste a des attirances.

#### L'économie lyonnaise à la veille du conflit
L'économie lyonnaise durant les années trente est en pleine mutation. L'industrie traditionnelle du tissage de la soie finit de s'effondrer, la crise de 1929 ayant porté un coup fatal à un secteur largement affaibli par les changements d'habitude de sa clientèle et les nouvelles concurrences internationales. Remplaçant ce secteur, celui du textile artificiel, la rayonne, a pris une grande importance dans l'aire urbaine lyonnaise,.
En revanche, depuis une trentaine d'années, Lyon a largement diversifiée son parc industriel et possède de nombreuses entreprises de grande dimension. Les usines Berliet, en agrandissement constant, fabriquent toujours des berlines mais sont surtout devenu un puissant constructeur de poids lourds. Les sociétés C.G.E. et la Société industrielle des téléphones viennent de s'unir pour créer la plus puissante câblerie de France. Dans le même secteur, Lyon voit la société S.W. grandir rapidement. Les sociétés d'industries lourdes locales connaissent un regain de vigueur en 1938 avec les commandes d'armement.
La vallée de la chimie est déjà une réalité avec Saint-Gobain et Rhodiacéta à Saint-Fons et de multiples petites entreprises en remontant jusqu'à Gerland.
Dans le domaine du transport, Lyon est un centre d'échange ferré français majeur. Perrache, la principale gare, connaît un trafic de 180 trains en moyenne par jour. En 1938, plus d'un million de tonnes de marchandises sont passées par les gares ferrées lyonnaises, et 700 000 tonnes par les gares fluviales, surtout via la Saône.

### Lyon et la drôle de guerre: septembre 1939 - juin 1940

#### Mesures préparatoires à la guerre
Le gouvernement Daladier, très méfiant envers les communistes accusés de pacifisme défaitiste, dissout le 5 octobre 1939 les municipalités tenues par le Parti communiste français, dont celles de Villeurbanne, Saint-Fons et Vénissieux. Cela n'entraîne pas de grandes réactions.

#### «La drôle de guerre»
Durant la « drôle de guerre », Lyon, comme l'ensemble de la France, ne change pas particulièrement ses habitudes ; les seuls signes tangibles de la guerre sont des distributions de masques à gaz et la préparation d'abris. Une batterie anti-aérienne est installée près de l'aérodrome de Bron, la défense passive est organisée (recensement d'abris, diffusion des mesures de précaution, mise en place de postes de secours),. En revanche, des déplacements importants de population, surtout d'enfants, venus des frontières de l'Est de la France, imposent dès septembre 1939 des mesures d'accueil souvent mal anticipées. La Croix-Rouge française, entre autres, est chargée de s'occuper de cette question.
Durant l'hiver 1939-1940, puis le printemps 1940, les alertes aériennes causées par des avions de reconnaissance allemands deviennent de plus en plus fréquentes, sans jamais qu'il y ait bombardement. C'est durant l'hiver 1939-1940 que les mesures de restrictions alimentaires sont décidées par le gouvernement Daladier, par une annonce le 29 février 1940, avec un début d'application fin avril-début mai, vite stoppée par l'invasion allemande.

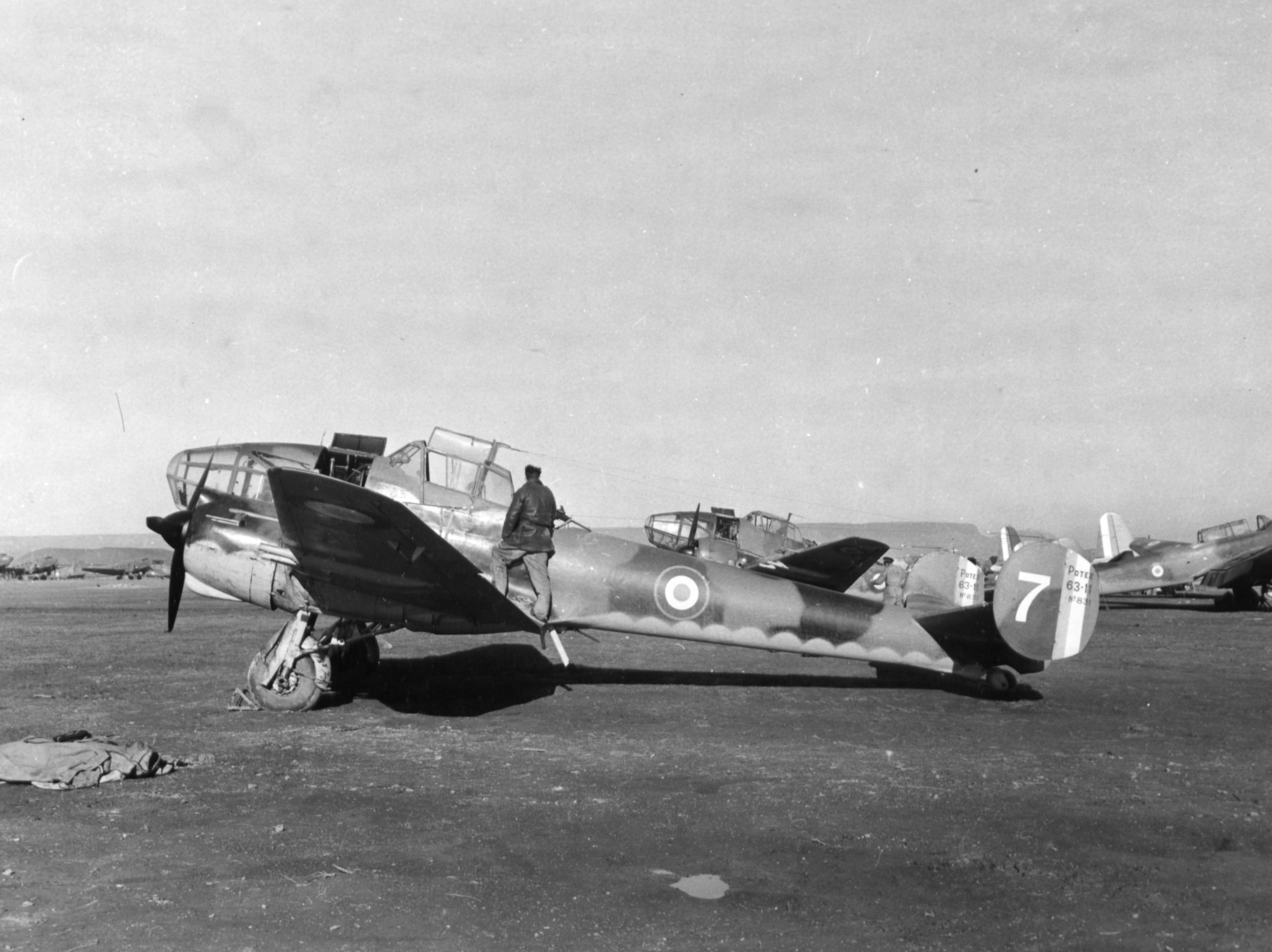
Potez 63-11 utilisé à Lyon lors de la seconde guerre mondiale avec la cocarde française.

##### Les Polonais à Lyon de 1939 à 1940
Le 1er septembre 1939, les Allemands ont déclaré la guerre à la Pologne. Dans la cadre du pacte germano-soviétique, les Polonais se sont retrouvés encerclés par les soviétiques et les Allemands. L’invasion fut très rapide puisque dès le 17 septembre 1939, la Pologne est occupée par les Allemands. C'est dans ce contexte que certains aviateurs polonais ont décidés de poursuivre leur combat en dehors de leur frontière. Environ 3 000 aviateurs se sont réfugiés sur la base aérienne de Lyon Bron. Ils y restèrent jusqu’en mai 1940. Ils étaient placés sous deux commandements: celui de la France et celui de la Pologne. Ils ont participé à plusieurs batailles en France avant de rejoindre l’Angleterre lors de l'armistice française de juin 1940.

##### Les industries de guerre
Durant cette première période, une partie des industriels de la région lyonnaise sont pleinement partie prenante de l'économie de guerre. En tout, une vingtaine d'usines sont mises à contribution pour soutenir l'effort national. Directement tenus par l'État, les Aciéries de Longwy à Vénissieux et les Ateliers de constructions d'Irigny et de Lyon sont directement liées aux commandes de l'armée. Mais en dehors de ces deux cas, ce sont plus de deux cents établissements, de moyenne et petite taille, le plus souvent des sous-traitants de grosses entreprises basées à Paris ou dans le Nord, qui participent à la construction militaire.

#### L'invasion
Le 10 mai 1940, l'offensive allemande, qui se traduit à Lyon par le bombardement de l'aéroport de Bron, réveille brusquement les consciences. Un premier raid, puis un second fait une quinzaine de morts, civils et militaires, mais aucun appareil français n'a pu décoller pour contre-attaquer, de très nombreux pilotes français et polonais étant en permission.
Rapidement, dès mi-mai, des colonnes de réfugiés fuyant l'avance allemande arrivent ou passent par Lyon. En premier lieu des Belges, Néerlandais et Luxembourgeois. Viennent ensuite rapidement des Français, venant du Nord et de l'Est.
Les attaques contre l'aérodrome de Bron, puis contre des cibles stratégiques lyonnaises deviennent de plus en plus fréquentes. Le 1er juin, Givors est violemment frappée, les Allemands causant de nombreuses pertes civiles, en particulier des employés des Verreries Grammont. Le 2, c'est la ville de Bron qui est touchée.
Le 15 juin, alors que Paris est prise, l'évacuation des plus jeunes est décidée et organisée par le préfet Bollaert. En trois jours, la ville a perdu la moitié de sa population. Ce même jour, le maréchal Pétain accorde le statut de ville ouverte à Lyon, pour lui éviter les combats, à la demande d'Herriot qui avait été contacté par le préfet Émile Bollaert estimant que toute résistance serait inutile. Ordre est donné par le général Weygand au général Jules Hartung d'évacuer la ville et de ne pas faire sauter les ponts. Toutefois, les dépôts d'essence de Collonges-au-Mont-d'Or et du port Édouard-Herriot sont incendiés.
Le 19 juin, les troupes allemandes s'approchent ; elles sont à peine freinées à Montluzin, sur la commune de Chasselay, et au niveau du fort de la Duchère par des soldats sénégalais qui se rendent, mais qui seront tous fusillés par les militaires allemands, ne faisant pas de prisonniers parmi les hommes de couleur. La ville est occupée dans l'après-midi, les Allemands faisant prisonniers sans violence l'ensemble des soldats présents, qui seront tous déportés dans des camps en Allemagne,.

#### La première occupation

Des Allemands devant l'hôtel de ville en 1940

Durant leur bref séjour dans la ville — les Allemands restent moins de trois semaines — ils organisent une réquisition large du matériel de l'armée et de l'ensemble de ses armes disponibles, mais également de matériel civil (pneus, matériel électrique, savon…). Le tout est envoyé par train à destination de l'Allemagne, les trains eux-mêmes ne revenant pas. Ce véritable pillage se déroule malgré les protestations des patrons et des autorités de Vichy. La Direction des services de l'Armistice du gouvernement français recense le départ pour l'Allemagne de 162 locomotives, 1 800 wagons et 21 péniches, remplis de matières premières dont le total est estimé à 24 863 tonnes, de produits industriels et de denrées alimentaires.
Vis-à-vis de la population civile, les forces allemandes se montrent volontairement correctes. Il n'y a pas de débordements ni de provocations, et les soldats organisent même un temps des concerts de musique militaire, qui sont dédaignés par les Lyonnais. Les autorités ont désigné pour occuper Lyon des troupes bavaroises et autrichiennes, considérées comme plus sympathiques pour les Français.

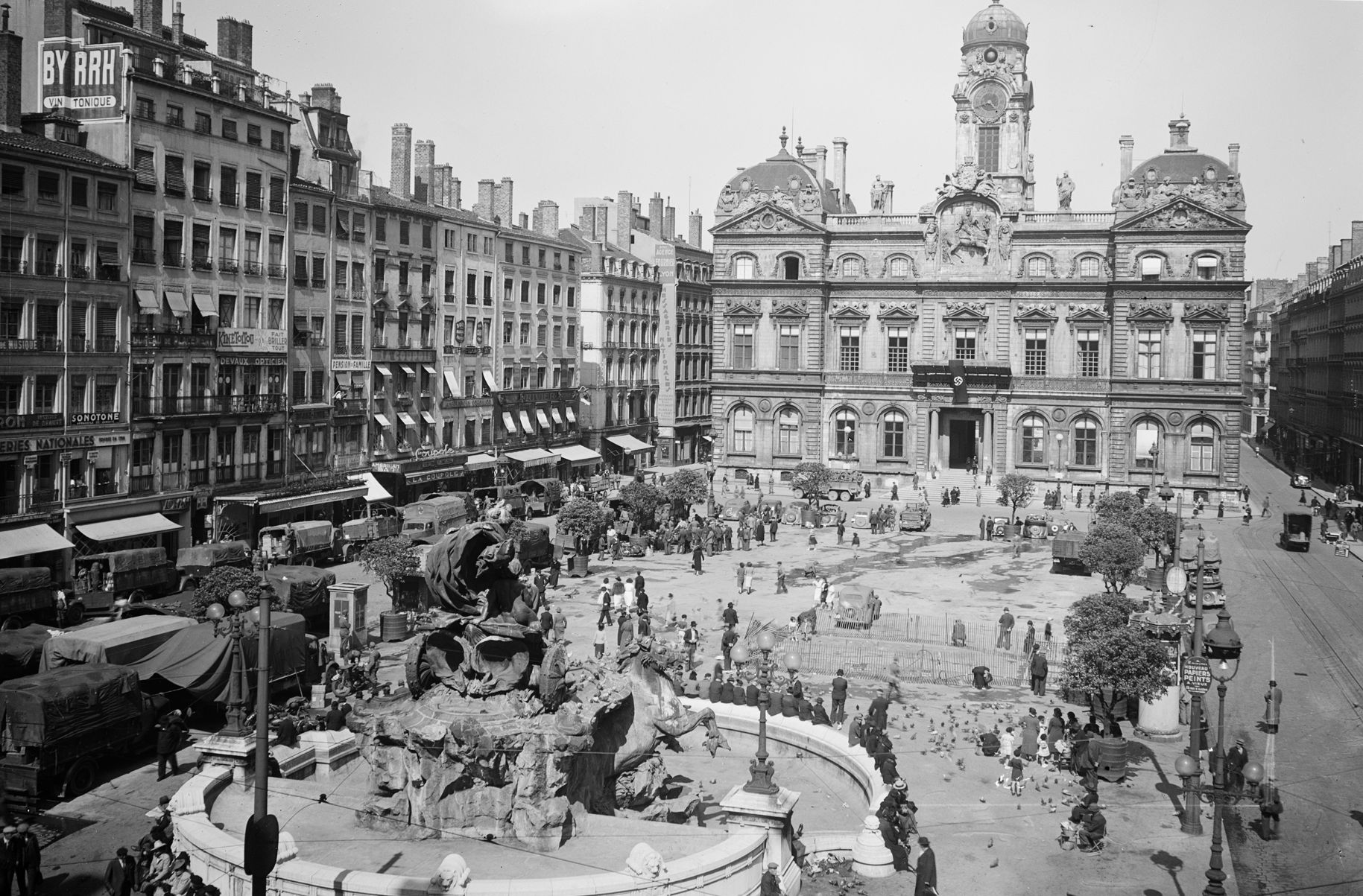
Place des Terreaux sous occupation allemande en 1940

Progressivement, la vie reprend un court plus normal. Les transports urbains redémarrent, la Poste est rétablie, mais le téléphone et les télégrammes restent interdits. Les trains civils reprennent le 24 juin. Les commerces et loisirs rouvrent aux alentours du 22. L'école reprend le 1er juillet.
Les forces allemandes quittent Lyon dans la nuit du 6 au 7 juillet.

### Lyon ville de la zone libre: juillet 1940 - novembre 1942

Carte détaillant les zones en France après la défaite de 1940.

En tant que ville de province majeure du point de vue économique et culturel, Lyon s'impose comme un lieu de naissance de nombreux mouvements de Résistance, dès l'automne 1940. Les trois grands mouvements que sont Combat, Franc-Tireur et Libération ont leurs chefs à Lyon au début de la guerre, avant même qu'ils soient réellement structurés ou qu'ils aient adopté leur nom définitif. La vie économique, et surtout un secteur de l'imprimerie important, aident ces mouvements à trouver les ressources et les compétences nécessaires à leurs actions. Lyon accueille également un grand nombre de réfugiés de la zone occupée, dont beaucoup de Juifs.

#### La vie politique
Après le retrait des Allemands, Lyon est, avec Marseille, la principale ville de la zone libre. Un grand nombre de Parisiens et d'institutions viennent s'y réfugier. Mais le nouveau régime ne la choisit pas comme capitale, l'orientation politique de sa population ne correspondant pas à l'esprit des dirigeants du pays. En effet, les élus du Rhône à l'Assemblée nationale et au Sénat n'ont pas suivi la majorité de leurs collègues pour voter les pleins pouvoirs au maréchal Pétain le 10 juillet 1940 : alors que les deux chambres assemblées se sont exprimées à 569 voix pour, 80 contre et 17 abstentions, les élus du Rhône votent à 5 voix pour, 8 contre et deux abstentions, dont celle du maire Édouard Herriot. À ces refus du coup d'État légal, il faut ajouter les deux élus communistes, qui n'ont pas eu le droit de s'exprimer,.

##### La vie municipale sous l'autorité du préfet

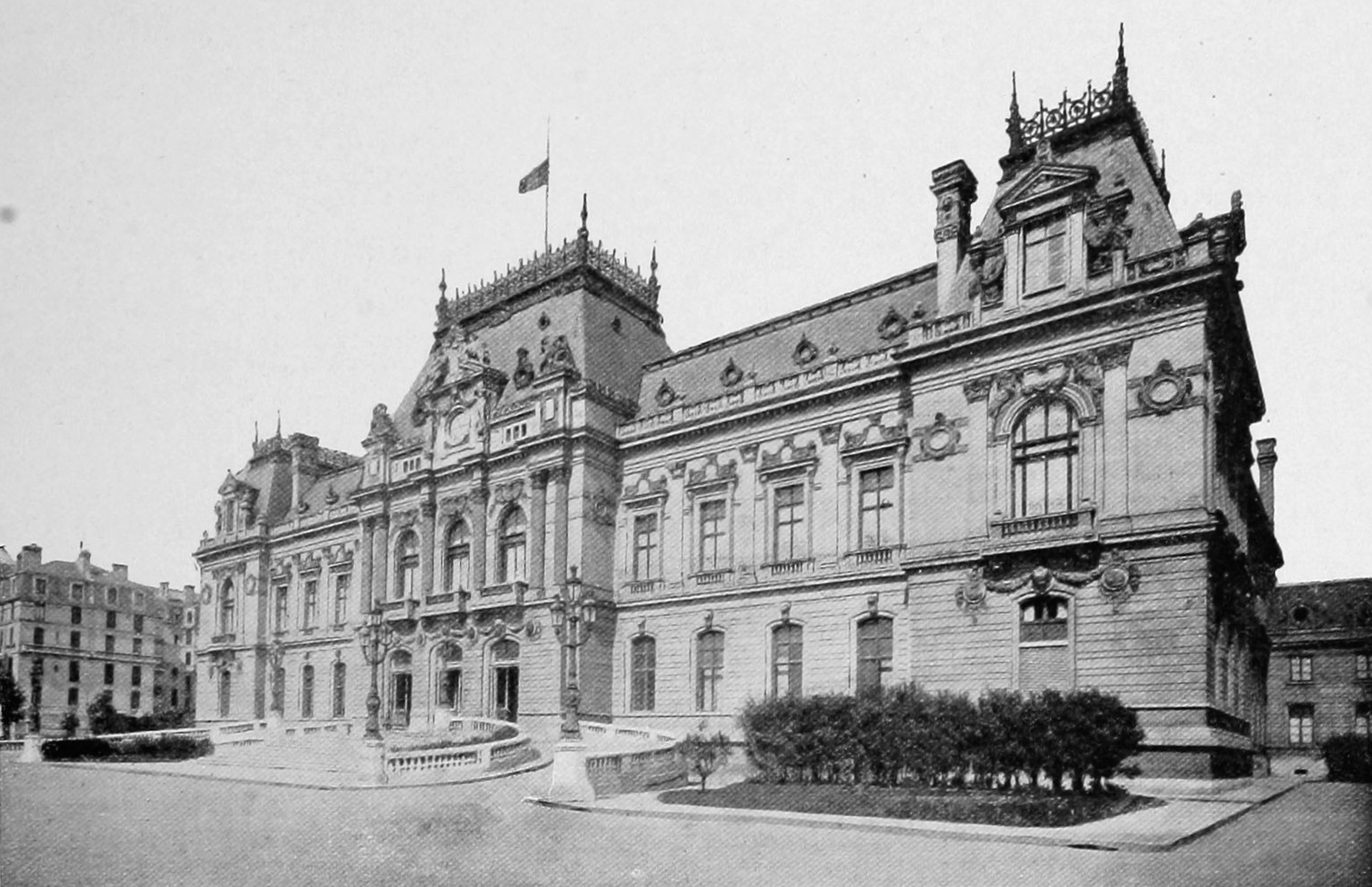
L'Hôtel de la préfecture du Rhône, le véritable lieu du pouvoir municipal sous Vichy.

Cette méfiance se manifeste rapidement. Le 20 septembre, le conseil municipal est suspendu par décret du Maréchal, puis supprimé comme l'ensemble des conseils municipaux par la loi du 16 novembre 1940. Il est remplacé par une délégation nommée par le ministre de l'Intérieur et tout d'abord dirigé par Georges Cohendy, ancien premier adjoint. Mais celui-ci se révèle trop attaché à la démocratie et est à son tour remplacé par Georges Villiers. La ville est étroitement surveillée par le nouveau préfet, Alexandre Angeli, qui remplace dès le 24 septembre Émile Bollaert,.
La première délégation est construite le 26 mars 1941 autour de la personnalité de Georges Cohendy, ancien membre du parti radical, ancien adjoint d'Édouard Herriot, avec six autres personnes dont deux élus sortants. Les quatre derniers nommés sont Jean Lépine, doyen de la faculté de médecine, Georges Villiers, un industriel président de la chambre syndicale de la métallurgie, un syndicaliste CGT rallié à Vichy et un artisan cordonnier. Lorsqu'en juillet 1941, Georges Villiers est nommé maire de Lyon par Vichy, ce dernier, avant d’accepter la place, va demander par loyalisme l’approbation d’Édouard Herriot. Son équipe municipale renouvelle complètement les hommes ; un seul parmi les vingt-quatre ayant déjà été précédemment élu. Le préfet a volontairement cherché des hommes « nouveaux, appartenant aux milieux les plus divers, mais tous acquis, par leurs sentiments comme par leur activité passée et présente, aux principes mis en valeur par le gouvernement du Maréchal ». Angéli a également cherché à établir une assemblée municipale relativement représentative de la population, avec des personnalités prestigieuses (Auguste Lumière ou le doyen de la faculté de droit M. Garraud) et des ouvriers ou des syndicalistes. Avec les moyens qui lui sont laissés par le régime, il a tenté de servir au mieux sa ville. Villiers, comme une partie du conseil municipal, n’est toutefois pas totalement inféodé à Vichy et ils ont des rapports quelquefois tendus tant avec le préfet qu'avec certains membres du gouvernement, notamment à partir du retour de Laval au pouvoir. Villiers se permet ainsi d’aller protester au-devant du Maréchal en octobre 1942 contre la mise en place de la Relève. Laval, prenant très mal cette protestation, obtient la dissolution de la municipalité le 15 janvier 1943,.
La vie publique est toutefois sous la pleine autorité du préfet qui dispose de très larges pouvoirs lui permettant de régir l'ensemble de la vie publique lyonnaise. Une de ses attributions essentielles est les forces de police, dirigée par un intendant régional. Le premier nommé par Vichy est Pierre Mauléon, arrivé à Lyon en septembre 1940. Il tombe en disgrâce, est envoyé à Chalon et remplacé en mars 1942 par M. Huguet, qui refuse le poste. Le mois suivant, Vichy nomme d'Autrevaux, qui est jugé incompétent par le préfet Angéli qui le renvoie. Son remplaçant est Lucien Marchais, qui reste en poste jusqu'en mars 1943 et l'arrivée de René Cussonac. Ce dernier tient son poste jusqu'à l'effondrement du régime.

##### Les partis vichystes
À Lyon sont représentées les trois forces politiques qui soutiennent sans équivoques tout autant la figure du maréchal Pétain que la Révolution nationale.
La première de ces forces est le Parti populaire français de Jacques Doriot. La fédération du Rhône ne compte pas beaucoup de membres, mais cette faiblesse est compensée par une intense activité. Son siège est 45 rue Duquesne et il dispose de plusieurs autres locaux dont un au 62 rue de la République.
La Francisque de Marcel Bucard, un temps interdite, est ravivée en janvier 1941 et elle se lance dans une collaboration complète avec l'envahisseur. Ses membres sont très peu nombreux à Lyon ; leur siège est situé au 87 rue de la République, non loin des locaux du Progrès.
Enfin, le Rassemblement national populaire de Marcel Déat, lui aussi créé en 1941, dispose également d'un nombre d'adhérents symbolique. Son local est situé près de ceux des deux autres forces politiques d'extrême droite, au 49 rue de la République.

##### Les Lyonnais et Vichy
En 1940, la grande majorité de la population lyonnaise est fidèle sinon au régime de Vichy, au moins à son chef le maréchal Pétain. Les services de la propagande du régime exploitent tous les ressorts de la censure et de la mystique du chef pour souder la population autour du nouveau pouvoir. Une grande foule se masse pour l'accueillir lors de sa visite du 18 novembre 1940 et la visite du 28 septembre 1941 à l'occasion de la foire internationale avec l'amiral Darlan a autant de succès,.
Le journal le Nouvelliste devient un inconditionnel du maréchal et de son régime, et le suivra jusqu'au bout. Quant au Progrès, il salue l'homme mais ne veut pas abandonner son soutien aux valeurs démocratiques. Il s'éloigne donc très vite de la politique pour se cantonner au quotidien, jonglant le plus longtemps possible avec les impératifs de la censure.
À Lyon comme dans toute la France, une section de la Légion Française des combattants est organisée et, comme partout ailleurs, elle voit ses effectifs décliner à partir de 1942 avec les désillusions successives. Anticipant ce retournement, Joseph Darnand crée à l'automne 1941 le Service d'ordre légionnaire, police supplétive du régime composé des éléments les plus radicaux des légionnaires. Une démonstration de force est organisée le 12 juillet 1942 place des Terreaux où 4 500 SOL dont 2 000 de la région lyonnaise prêtent serment devant le nouveau directeur de la légion Raymond Lachal et l'amiral Platon.
Le nouveau régime tient à disposer d'organes pour mobiliser la jeunesse et entretenir la flamme de la Révolution nationale et de la mystique de Pétain. Dès l'été 1940, Vichy fonde les Chantiers de jeunesse. En parallèle, une autre structure naît, les Compagnons de France, dans une veine tout autant patriotique et maréchaliste, au moins au début. Cette institution est dirigée à Lyon et sa région par Pierre de Chevigny avec un centre tout d'abord rue Garibaldi puis dans le château de Crépieux-la-Pape.

###### Politique familiale
En septembre 1940, le pouvoir met progressivement en place de nouveaux organes correspondant à sa politique de Révolution nationale. Ce mois est donc créée la délégation régionale à la famille, qui a pour charge dans un premier temps de faire des rapports auprès du secrétariat d'état à la famille et à la santé pour décrire la situation sur le terrain et proposer des mesures à prendre pour promouvoir la politique nataliste du régime. Ils sont également chargés de veiller à l'application des lois qui concernent la famille et leur rôle, initialement technique, devient progressivement de plus en plus politique et il se doivent de faire fructifier l'esprit du nouveau régime. Le délégué nommé par Vichy est Georges de la Grandière, qui est secondé entre septembre 1940 et l'été 1941 par Maurice Denis ; il reste en place jusqu'en janvier 1946. Le délégué surveille donc, entre autres, que les mères souffrent moins que le reste de la population des privations de guerre, qu'elles puissent avoir accès à tout ce que prévoient comme rations supplémentaires les autorités, et dénonce régulièrement la mauvaise volonté des commerçants et de la population.

###### Politique répressive
Le gouvernement Laval, très rapidement, entame des persécutions en accord avec sa vision du monde. Les hommes politiques communistes sont pourchassés et arrêtés, dès le décret Daladier pris en septembre 1939 de même que les syndicalistes, notamment membres de la CGT. Le 4 octobre 1940, sans demande spécifique des autorités allemandes, Laval promulgue le premier Statut des Juifs, préparé par Raphaël Alibert, posant les bases de l'antisémitisme d'État. Les Juifs lyonnais sont recensés et d'environ 3 000 avant la guerre, ils sont passés à 70 000 en 1942 avec l'afflux des réfugiés fuyant le nazisme.
Le gouvernement fait de même avec la loi portant sur l'abolition des sociétés secrètes du 13 août 1940, dirigées essentiellement contre les Francs-maçons. À Lyon, les temples sont mis sous séquestres et pillés. Les autorités utilisent celui de la rue Garibaldi pour organiser une exposition ridiculisant la franc-maçonnerie ; celui de la rue Montesquieu est donné à des associations de jeunesse fidèles à Pétain. Comme les Juifs, les francs-maçons lyonnais souffrent énormément de la répression.

#### La vie à Lyon en Zone libre

Plan de Lyon en 1942, Guide Pol. BNF.

Durant les deux années qui vont de la défaite à l'occupation de la Zone sud, la ville de Lyon vit une situation difficile ; et si dans un premier temps, la population lyonnaise est majoritairement derrière la figure du maréchal, la confiance dans les autorités s’érode significativement dès 1941.

##### Grands évènements

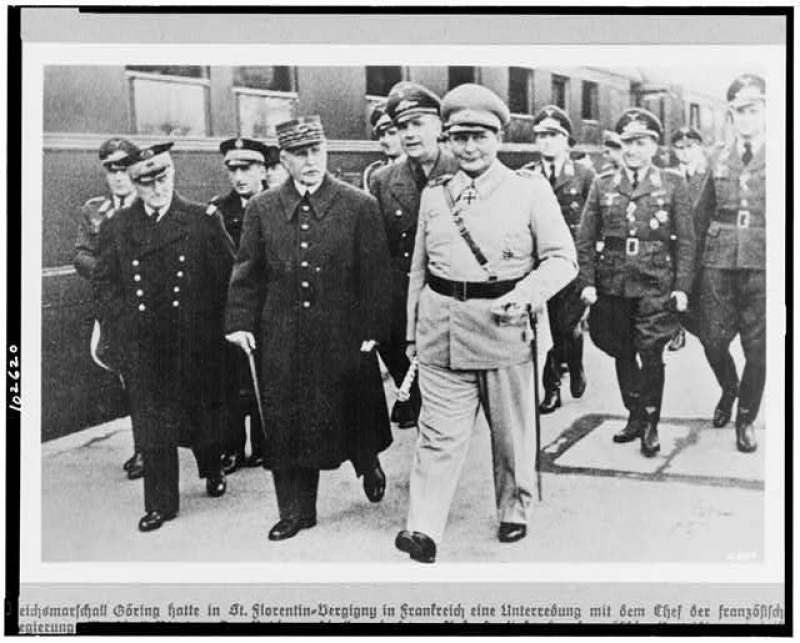
Pétain et Darlan, ici avec Hermann Göring en 1941. Bibliothèque du Congrès.

Lyon est choisi par Vichy pour être le lieu de la première « Journée des mères » le 25 mai 1941, soutenue et portée très officiellement par le régime. Cette fête existe à Lyon depuis les années 1920, sans avoir jusque-là rencontré un écho notable dans la population. Vichy décide d'en faire un évènement bien plus considérable, destiné à promouvoir à la fois sa politique nataliste, mais également un idéal social des mères comme garantes de la civilisation française chrétienne. La cérémonie est présidée par le secrétaire d'État à la santé et à la famille Jacques Chevalier. la place de la religion est importante, avec un « Pèlerinage des mères » à Fourvière et un discours retransmis à la radio du cardinal Gerlier.
Un des grands moments de collaboration franco-allemande est l'organisation de la Foire de Lyon du 27 septembre au 5 octobre 1941, dont l'organisation est supervisée par le secrétaire d'état à la production industrielle François Lehideux. Le pavillon allemand est monté sans référence à l'armée ou à la guerre, uniquement en civil, par l'association des ingénieurs du Reich. La Rüstungskontrollkommission se félicite d'une très bonne fréquentation, de plus de 100 000 visiteurs. La foire reçoit la visite de Pétain, de Darlan, Paul Charbin et Jean Borotra le 28 septembre, qui s'arrêtent longuement devant le stand allemand avant de se voir offrir un portrait en soie brodé de la part du syndicat des soieries lyonnaises,. La foire de Lyon compte en tout 500 000 visiteurs payants et 100 000 invités et est présentée par la presse française comme une réussite. Le même évènement est reproduit l'année suivante, avec un succès comparable.

##### L'impact de la guerre sur la vie quotidienne
Pour la ville lyonnaise, la débâcle a un impact immédiat avec l'afflux de réfugiés qui fuient les Allemands et qui viennent en ville souvent avec très peu de ressources ni connaissances pour les héberger. Des centres sont créés dans la plupart des gares de la ville, dès le printemps 1940 par l'Association de l'aide aux mères encadrée par la Défense passive ; avec le soutien du préfet Angeli et de la SNCF. Ainsi, entre juillet et décembre 1940, 3 174 familles sont secourues. Dès l'automne, quinze mille réfugiés sont répartis dans sept à huit mille familles d'accueil dans le Rhône. Dans l'urgence, il est également fait appel à la Croix-Rouge française, notamment pour la recherche des disparus. Pour pallier le manque de place, un vaste camp est construit au Palais de la Foire de Lyon, qui regroupe jusqu'à 1 200 personnes en décembre 1940. Une partie des réfugiés sont progressivement envoyés dans le Midi.

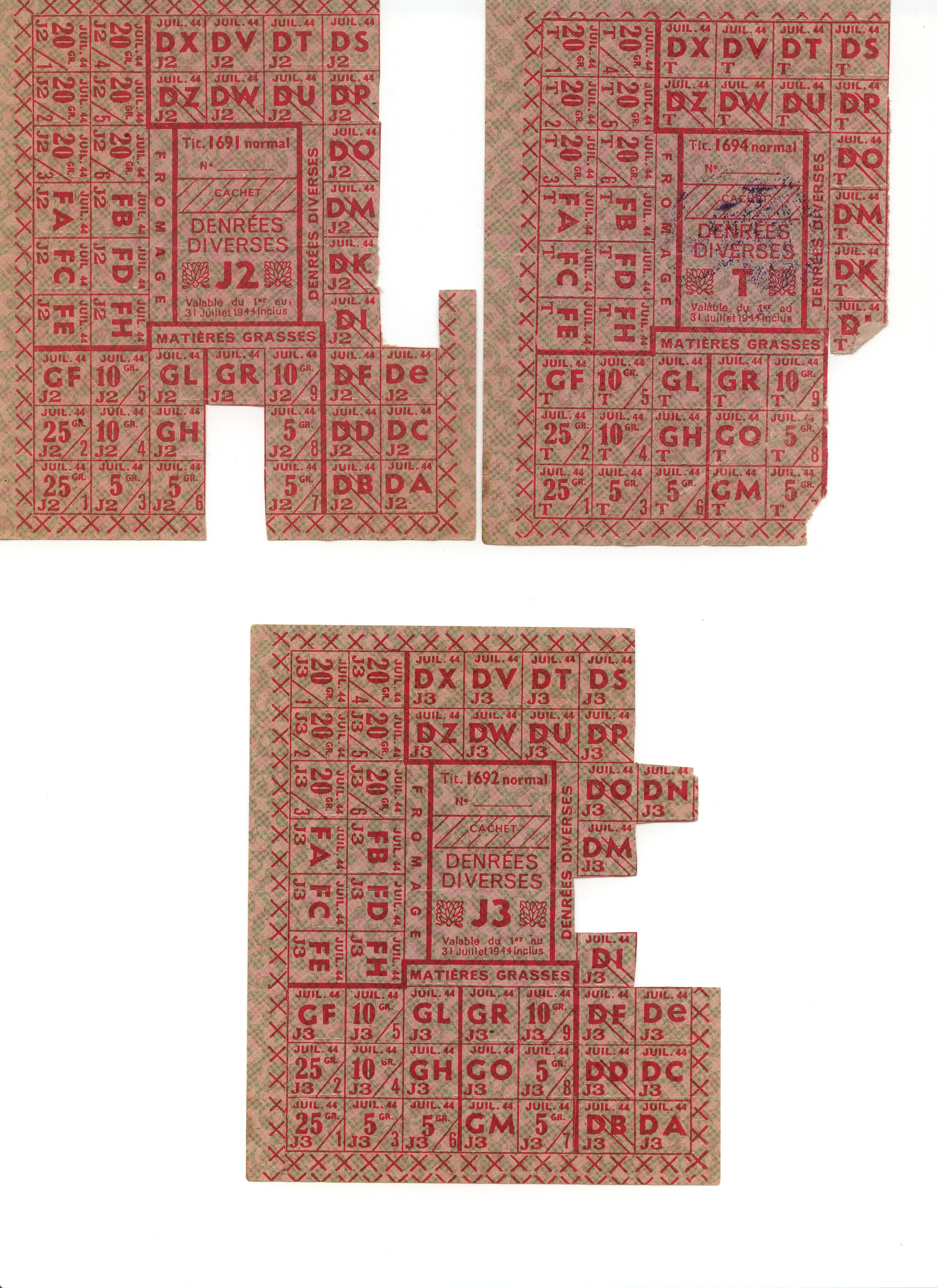
Tickets de rationnement, juillet 1944.

Alors que seule l'essence était rationnée avant l'invasion, le rationnement devient une priorité de Vichy dès sa mise ne place, la ligne de démarcation et les exigences allemandes perturbant fortement les approvisionnements alimentaires. La carte d'alimentation entre en vigueur le 23 septembre 1940, en même temps que le secrétariat d'État au Ravitaillement général, destiné à contrôler l'ensemble des filières d'approvisionnement. Toutefois, le système établi est très lourd et occasionne très vite des dérives, une profonde inefficacité et un lourd mécontentement de la population. Dès 1941, les denrées se font rares, leurs prix montent et une partie des productions disparaissent du marché officiel pour circuler par le marché noir. Les fournisseurs, pour éviter une taxation, soustraient rapidement une partie de leur production pour la revendre au marché noir. De même, de nombreux commerçants, fortement impactés par les obligations liées aux cartes de rationnement diminuent les quantités allouées pour chaque ration. Ainsi, comme le note le délégué régional à la famille en avril 1941, « Les pommes de terre n'existent pratiquement plus depuis plusieurs mois à Lyon. Les rutabagas et les topinambours ont disparu depuis plusieurs semaines. Les seuls légumes que l'on trouve sont à des prix inabordables : les petits pois à 20 francs le kilo minimum, les choux-fleurs minuscules à 5 francs pièce, etc. ». Par comparaison, une nuit dans une chambre meublée coûte environ 15 francs.
Les files d'attente sont longues devant les magasins d'alimentation ; l'essence manque aussi, ce qui fait que quasiment aucune voiture ne circule.
Pour aider les familles, la Croix-Rouge ouvre fin 1941 un service des layettes destiné à soutenir les familles nécessiteuses ayant des enfants en bas âge. Situé 15 rue Puits-Gaillot, il est dirigé par Mme Brosset-Heckel et Mme Frachon. Ce service offre du lait, des vêtements, des conseils de soins et de l'équipement de puériculture. Les bureaux lyonnais sont chargés de gérer une vaste région sud-est de la France et parviennent à organiser des convois d'enfants traversant la ligne de démarcation. En octobre 1942, une pouponnière est montée par la Croix-Rouge à Tassin-la-Demi-Lune pour recueillir les enfants maltraités, doublée d'une école d'auxiliaire de puériculture.

##### L'évolution de l'opinion vis-à-vis du régime de Vichy

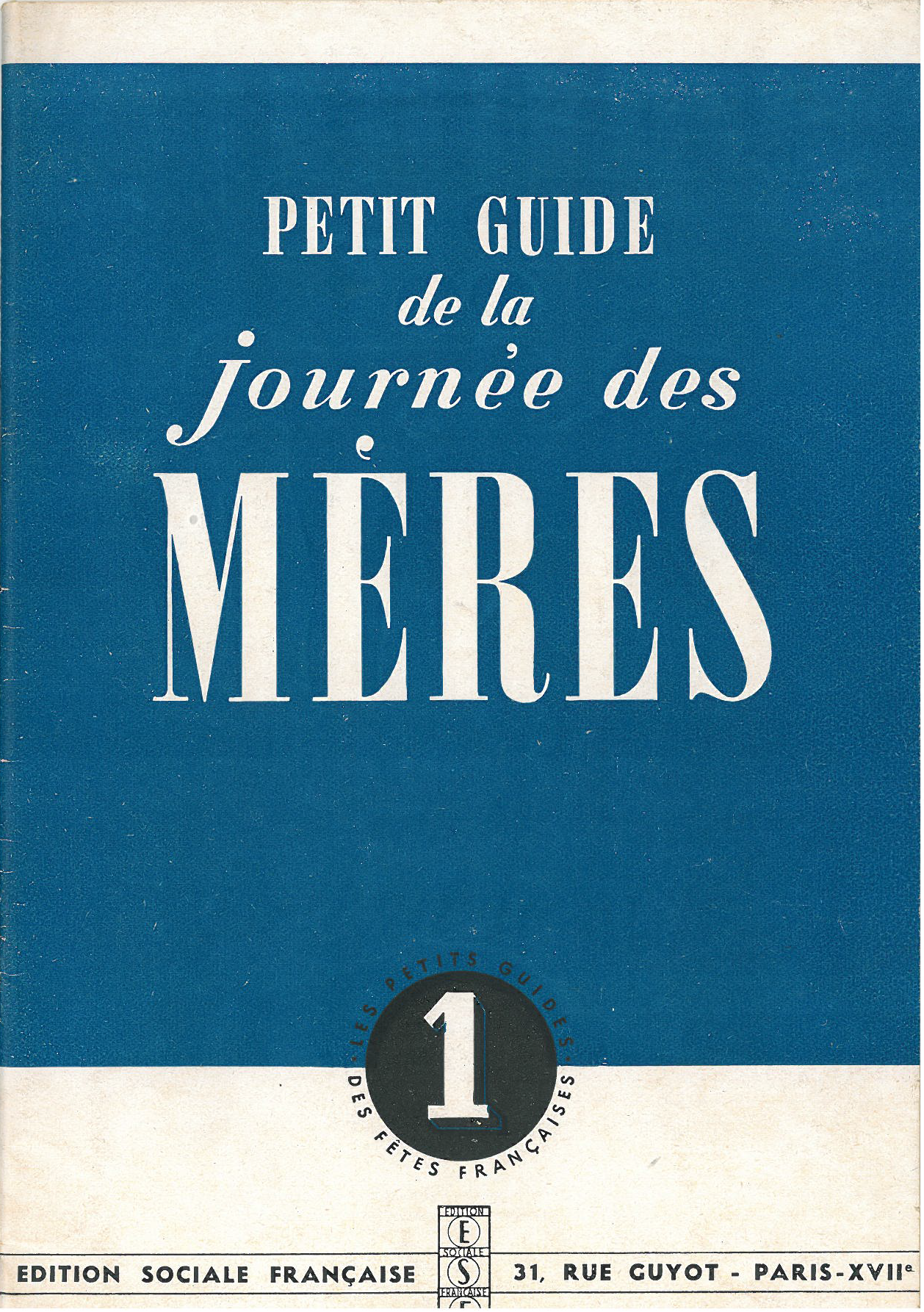
Guide fourni par le gouvernement de Vichy pour l'organisation de la Journée des mères. ADRML 3829 W 9.

Juste après la débâcle, la figure du maréchal Pétain domine les mentalités de la population. La très grande majorité a confiance en lui pour relever la France et la conduire à un renouveau. Toutefois, parmi les nombreux journaux qui s'installent à Lyon, certains ne suivent pas l'idéologie officielle et s'engagent dans une résistance intellectuelle contre le défaitisme et la domination allemande, tel le Figaro ou Temps nouveau. Beaucoup de Lyonnais écoutent en même temps De Gaulle, symbole d'un combat qui continue. Ainsi, lorsque celui-ci demande à la population française de manifester son soutien à la France libre en ne sortant pas dans la rue le 1er janvier 1941, Lyon participe largement à cette manifestation de résistance à l'occupant nazi, montrant ainsi que le soutien à Vichy n'est pas unanime et qu'il n'implique pas l'abandon de la lutte.
Dès 1941, les rapports du commissaire spécial montrent une érosion dans la confiance que porte la population au gouvernement. De plus en plus considéré comme inféodé aux Allemands, le régime déçoit de nombreux Lyonnais, les difficultés alimentaires étant une des causes de la perte de confiance des personnes les plus fragiles envers le gouvernement,.
Toutefois, jusqu'en 1942, la population reste majoritairement attachée à la figure du maréchal. Le basculement dans la défiance se fait d'abord lors de la rafle des Juifs étrangers du 26 août 1942 (le gouverneur militaire Robert de Saint-Vincent refuse de fournir ses gendarmes pour l'opération, ce qui lui vaut d'être renvoyé de son poste), ensuite l'invasion de la zone sud en novembre 1942 : Le Progrès décide d'arrêter sa parution, refusant davantage de compromission, et plusieurs de ses employés se tournent vers le soutien à la Résistance.
Cette défiance a pour origine de manière générale la complaisance avec laquelle le gouvernement de Vichy soutient les actions allemandes en France. Ainsi, la Relève organisée par la loi du 4 septembre 1942 rencontre-t-elle une grande opposition, celle-ci devenant une protestation lorsque les Allemands procèdent à des rafles d'intimidation. Ainsi, pour protester, les salariés des usines Berliet, Somua et Sigma se mettent en grève en octobre 1942 contre ces rafles et cette politique.

#### Les débuts et le développement de la Résistance
À Lyon et dans sa région, dès 1940, des personnes se regroupent, le plus souvent par connaissance, pour réfléchir aux moyens de poursuivre la lutte. Ces personnes s'engagent au départ dans un extrême isolement, l'heure étant alors à la résignation, l'apathie et l'adhésion aux promesses de relèvement de Vichy. Le plus souvent, mais pas uniquement, les groupes se forment selon les sensibilités et les réseaux de sociabilité existant. Ainsi, les communistes, après les hésitations dues au Pacte germano-soviétique, forment-ils un groupe propre, les socialistes francs-maçons également. On voit apparaître en 1941 une résistance spécifiquement chrétienne avec le groupe des Cahiers du témoignage chrétien, porté par les pères Pierre Chaillet, Victor Fontoynont et Henri de Lubac. Mais ce qui deviendront les trois grands mouvements de résistance de la zone Sud, Libération, Combat et Franc-Tireur, se forment à Lyon par l'engagement d'un groupe de connaissances qui refusent la défaite et la collaboration,.

##### Les débuts: 1940-1941
Les premières actions consistent à réveiller les consciences au moyen de tracts. Pour certains, ces tracts deviennent des journaux et c'est autour des rédacteurs que naissent les premiers embryons de la Résistance. Ainsi apparaissent le Coq enchaîné, œuvre de radicaux et de socialistes (dont Louis Pradel), Franc-Tireur, qui étend progressivement son influence sur toute la zone sud et comprend Auguste Pinton, Henri Deschamps ou Élie Péju, et Combat, issu de la fusion en 1941 de deux autres feuilles. Pour plusieurs de ces journaux, et surtout Franc-Tireur, l'aide de membres (dont Georges Altman et Yves Farge) du Progrès se révèle précieuse. Toutefois, durant la première année, les résistants sont très peu nombreux et ont constamment le sentiment d'agir au milieu d'une foule sinon hostile, du moins passive et qui reste fidèle à Pétain un long moment. Le groupe France-Liberté ne rassemble, par exemple qu'une dizaine de personnes à la fin de l'année 1941. Ce sentiment d'isolement est renforcé par une répression déjà en place et sans pitié.
Toutefois, la population est fondamentalement anti-allemande et de nombreuses personnes manifestent leur opposition à l'envahisseur sans adhérer formellement à une organisation illégale. Le relatif succès de l'heure morte du 1er janvier 1941 demandée par De Gaulle pour permettre à tout le monde de protester sans risque le montre. Mais plus direct est par exemple l'opposition de nombreux Lyonnais, dont des étudiants, à la projection du film de propagande antisémite Le Juif Süss en mai 1941. Des étudiants (qui sont toutefois pour certains membres de Franc-Tireur ou combat) se postent devant le cinéma et dissuadent les gens d'aller le voir, sans que la police n'intervienne. De même, lorsque l'Orchestre philharmonique de Berlin vient le 18 mars 1942 se produire dans la salle La Scala, de nombreux résistants achètent massivement des places et le concert a lieu devant une salle quasi-vide.
Dès l'armistice, de nombreux officiers refusent de rendre les armes aux Allemands et entreprennent de les cacher pour reprendre la lutte plus tard. À Lyon, l'ordre vient du plus haut gradé, le général Frère, devenu gouverneur militaire de Lyon en novembre 1940. Avec la complicité de plusieurs officiers, il dissimule de nombreux armements à différents endroits de Lyon ou des environs,,. Lui succède le 13 juillet 1941 Robert de Saint-Vincent, qui est renvoyé à cause de son refus d'aider la police à procéder à la rafle des Juifs de l'été 1942, puis Jean Mer ; jusqu'à l'invasion de la zone sud par les Nazis en novembre 1942, qui entraine la dissolution de l'armée d'armistice.

##### Développement et organisation: 1942
En 1942, la Résistance est très active à Lyon. Les groupes, comme les journaux, y sont nombreux et représentent toutes les tendances politiques ou intellectuelles. Tous les mouvements de Résistance de la zone libre ont installé leur quartier général dans la ville. « On ne pouvait pas faire dix mètres sans se heurter à un autre camarade de clandestinité qu'il fallait ignorer jusqu'à ce qu'on se précipite sur lui une heure après comme un frère. », en témoigne François Morin. C'est à Lyon que se nouent les liens entre la Résistance intérieure et la France libre, qui aboutiront à l'unification des mouvements sous l'égide de Jean Moulin. C'est à Lyon que des membres du groupe Combat, Marcel Peck et Claude Bourdet ont l'idée et organisent le réseau Noyautage des administrations publiques, destiné à tirer des renseignements des personnes en poste dans les administrations de Vichy.
À l'été 1942, le mouvement Libération crée à Lyon un premier groupe destiné spécifiquement à la lutte armée. Ils sont composés majoritairement de personnes venues à Lyon après la défaite dont Henri Bardin, Victor Le Gloanec, Jean Tabourin ou Jean Simoni. Parmi leurs actions, ils sabotent en septembre des péniches allemandes en réparation aux chantiers de la Mouche. En octobre, ils incendient des dossiers de la Relève dans un bureau près du pont Morand. En décembre, ils font sauter au plastic les vitrines de la Légion.

### Lyon sous l'occupation allemande: novembre 1942 - septembre 1944
À partir des premiers mois de 1944, la population est dans sa très grande majorité non seulement fermement opposée à ce qu'est devenu le gouvernement vichyste, mais également certaine que les Allemands vont perdre la guerre. Le chef de réseau clandestin Jean Alziary de Roquefort note ainsi dans un rapport pour les alliés que presque toutes les couches de la population sont certains que les nazis vont perdre la guerre. Sauf une minorité de commerçants, tous rejettent le gouvernement du Maréchal et soutiennent l'action des Résistants.

#### La vie politique

##### Les autorités locales
En remplacement de la municipalité dissoute, une délégation spéciale est nommée en janvier 1943 pour prendre sa place avec à sa tête Pierre Bertrand. Il est assisté de six personnes dont quatre issues de la municipalité sortante ; parmi lesquelles Émile Roux, responsable local de la légion et les deux anciens syndicalistes. La municipalité est formellement reconstituée en février 1943 avec Pierre Bertrand comme maire. Celui-ci se contente de gérer le quotidien, d’assurer les cérémonies protocolaires et surtout d’apporter les secours en 1944 à la suite des bombardements. Le conseil municipal élargi ainsi nommé est fortement renouvelé, avec seulement trois personnes issues du conseil sortant. Cette dernière municipalité de la Seconde Guerre mondiale comprend essentiellement des industriels et des commerçants, très peu de politiques. Il semble que cette assemblée marque surtout le retour de notables exclus des partis de droite traditionnels,.
Il semble que le préfet Angéli ou les autorités municipales n'aient pas procédé à des changements dans la composition de la haute administration municipale. Non seulement il n'y a pas de traces de renvois d'opposants ou de placements d'hommes acquis au régime, mais même des personnalités connues comme francs-maçons par Vichy font leur carrière durant les quatre années.

##### Les structures allemandes
Les Allemands, dès l'invasion de la zone sud, mettent en place une « région militaire France-Sud », « Heeresgebiet Südfrankreich » dirigé par le général Heinrich Niehoff (de) qui s'installe en ville avec son état-major. Pour maintenir l'illusion de la souveraineté du gouvernement de Vichy, la zone sud est tout d'abord considérée comme une simple zone d'opération et n'est pas pourvu d'une structure administrative similaire à celle du « Militärbefehlshaber in Frankreich » qui s'occupe de la zone nord. Ce n'est qu'en mars 1944 qu'une véritable administration d'occupation est installée, destinée à organiser l'exploitation économique de la zone sud. Du point de vue militaire, Lyon est le siège de l'état-major régional no 590, ainsi que celui ne dirigeant que le département du Rhône no 987. Enfin, Lyon est le siège d'une Platzkommandantur, supprimée le 10 juin 1944.

#### La vie quotidienne sous l'occupation

##### Le service du travail obligatoire
Pour répondre aux exigences allemandes, et devant l'échec patent de la Relève, Laval met en place le Service du travail obligatoire en février 1943. Dans le Rhône, la Relève n'a fourni que 5 000 personnes, presque dix fois moins que prévu. En tout, le S.T.O. rhodanien ne fourni que 5 745 personnes contraintes, dont 570 qui relèvent déjà de la Relève. C'est un nouvel échec flagrant, dû autant à la réticence de la population qu'à la volonté d'une majorité des agents français chargés de la faire appliquer de trouver tous les moyens pour l'entraver. Ceci ajouté à un service, installé à l'angle de l'avenue de Saxe et de la rue de Bonnel, débordé, fait que des mesures toujours plus coercitives sont prises par les autorités françaises et allemandes. Toutefois, la population est très hostile au S.T.O. et chaque mesure d'ampleur pour imposer un départ au sein d'une usine entraine des remous, des protestations et des grèves. Si parmi les ouvriers, la proportion de volontaires est très faible, elle est plus importante parmi les catholiques et les étudiants.
Au total, sur l'ensemble de la période, et en comptant les volontaires, on peut estimer qu'il y a eu environ 15 000 Lyonnais partis en Allemagne. Certaines associations de réquisitionnés ont relevé le chiffre de 17 000 ou 18 000 personnes envoyées en Allemagne. Ces chiffres, qui ont peut-être été gonflés, contiennent très probablement des personnes issues d'autres régions et envoyées à partir de Lyon.
Le préfet lyonnais Angeli a fait preuve de zèle pour obéir aux ordres de Vichy, même lorsqu'il se trouve confronté à un confrère réfractaire. Ainsi, il « exige le 25 juin 1943 que le camp des « Compagnons de France » lyonnais de Saint-Pierre-de-Chartreuse soit vidé au profit du S.T.O. À quoi le préfet de l'Isère répond le 22 juillet 1943... « qu'il n'y a jamais eu de camp dans cette localité ». Finalement, sur les 1 500 jeunes désignés pour le S.T.O. (parmi les compagnons), 198 seront convoqués et 2 partiront ! ». Il regrette toutefois les exigences croissantes allemandes, car la très grande majorité des requis qui fuient deviennent par la suite des résistants. Il s'en plaint à Vichy qui freine alors les demandes. Les patrons soutiennent rarement l'administration dans son travail, les petits encore moins que ceux dirigeant de larges usines. Ainsi, si Berliet ne proteste pas contre la réquisition dans son usine de Venissieux (et ne fait rien pour la gêner), c'est qu'il a obtenu le montage d'une usine en Allemagne et qu'il livre de nombreux camions aux nazis. Il obtient, pour l'intérêt même de l'effort de guerre du Reich, de conserver 70 à 80 % de ses ouvriers. Il obtient même des autorités que les ouvriers touchés soient prioritairement des syndicalistes meneurs de grèves.
Les travailleurs lyonnais envoyés en Allemagne connaissent des conditions extrêmement dures. Trois mille d'entre eux meurent sous les bombardements et mille de représailles. Les rares personnes autorisées à revenir en France en permission désertent pour la grande majorité d'entre eux. Les permissions sont donc rapidement supprimées.
Si Lyon et son département ne fournissent qu'une part minime des contingents exigés par les Allemands, la ville sert de gare de départ pour de grands nombres de réquisitionnés venus d'autres régions. « À partir de la mi-décembre 1942, les départs (Perrache et Broteaux) se multiplient et deviennent presque quotidiens ».

##### Les destructions

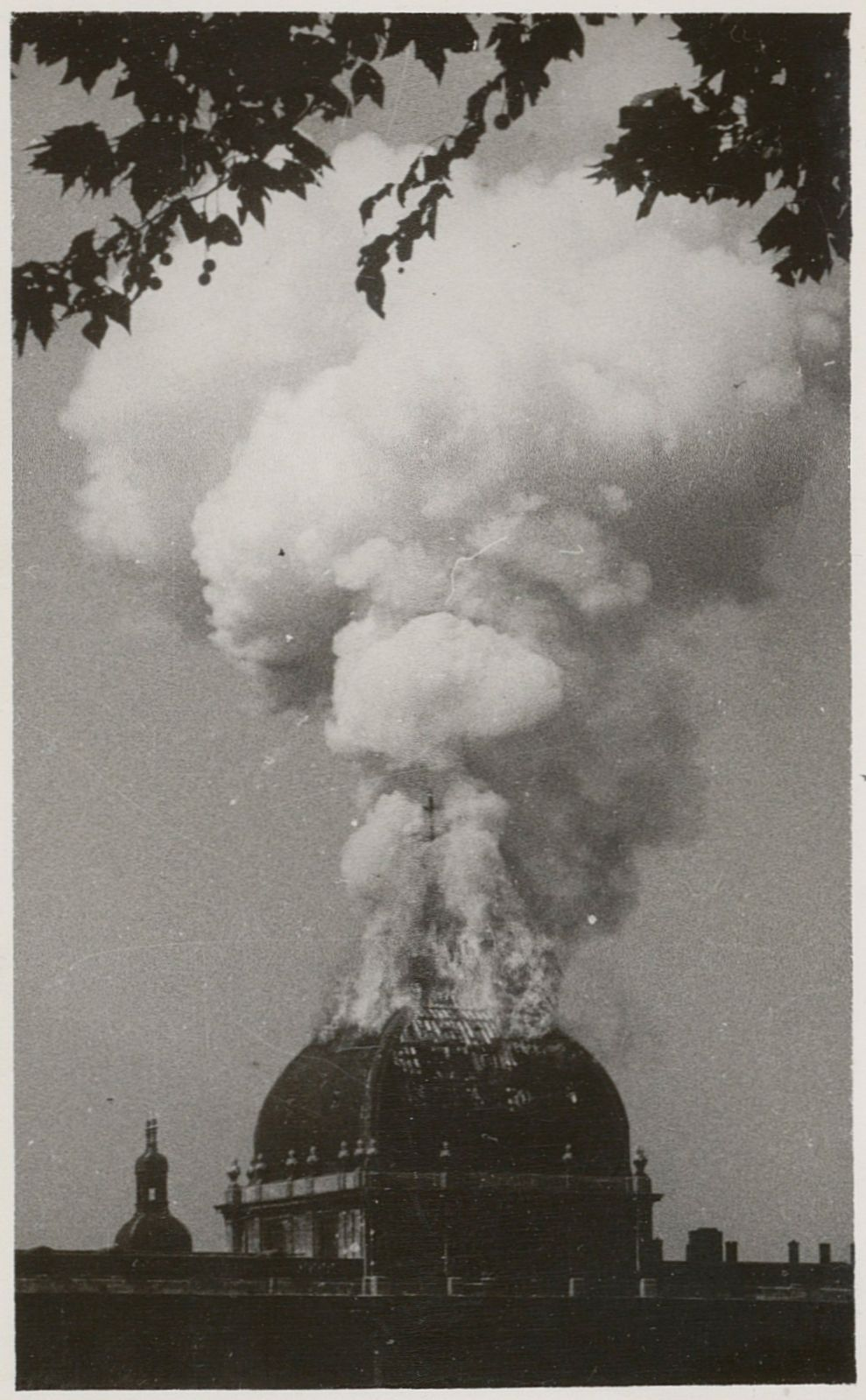
Dôme de l'Hôtel Dieu en flamme à cause des bombardements de 1944

À Lyon est constitué à l'été 1943 un groupe de secouristes de la Croix-Rouge destiné à intervenir en urgence lors de bombardements. Sous l'autorité de la Défense passive, il est dirigé par la directrice locale et est le pendant de groupes formés partout en France pour se préparer à l'intensification du conflit. Ce groupe, comme l'ensemble des secouristes, sera en première ligne pour porter secours lors des bombardements de 1944.
Durant les années 1943 et 1944, de nombreuses familles envoient leurs enfants loin de la ville, notamment en Ariège, pour échapper aux bombardements. Des familles entières fuient également.
Le parc immobilier subit fortement les impacts des bombardements de la fin de la guerre. Si la commune lyonnaise ne perd que 2 % de ses immeubles, celles périphériques voient entre 12 et 20 % de leurs habitations être rasées, en particulier Saint-Fons ou Vénissieux. Le principal bombardement a lieu le 26 mai 1944. Cette opération américaine et non anglaise comme c'est l'habitude touche lourdement la ville, la stratégie du tapis de bombes ayant été retenu pour cette opération. Ce bombardement, qui n'a qu'un impact stratégique limité, occasionne 717 morts, 1 929 blessés et plus de 25 000 sinistrés. De plus, 283 immeubles et 14 usines sont détruits entièrement, et de très nombreux dégâts sont répertoriés dans toute l'agglomération. Le bombardement cause de nombreux incendies qui ne sont totalement éteints que plusieurs jours après.
Les Allemands détruisent tous les ponts à partir du 1er septembre 1944, à part le pont de l'Homme de la Roche et la passerelle Saint-Vincent.

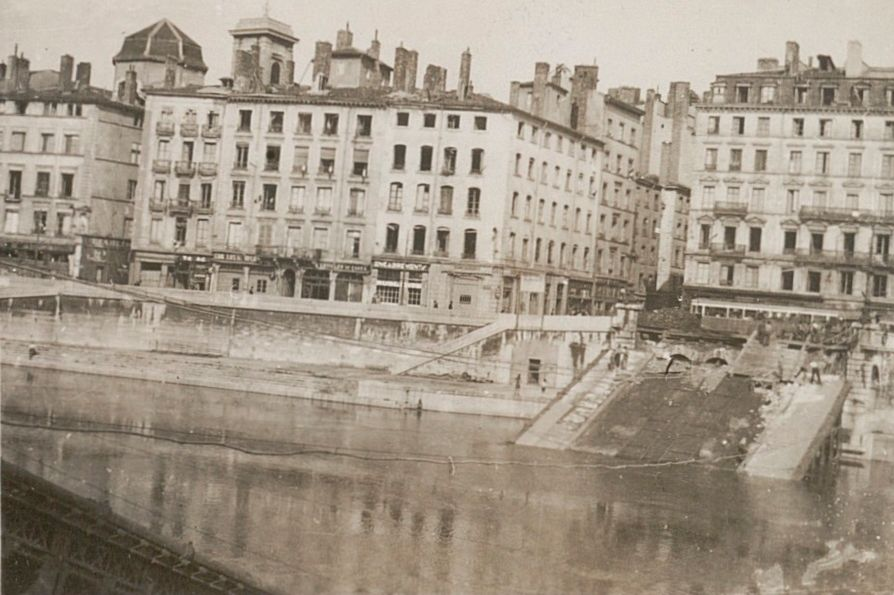
Pont La Feuillée détruit par les Allemands en 1944
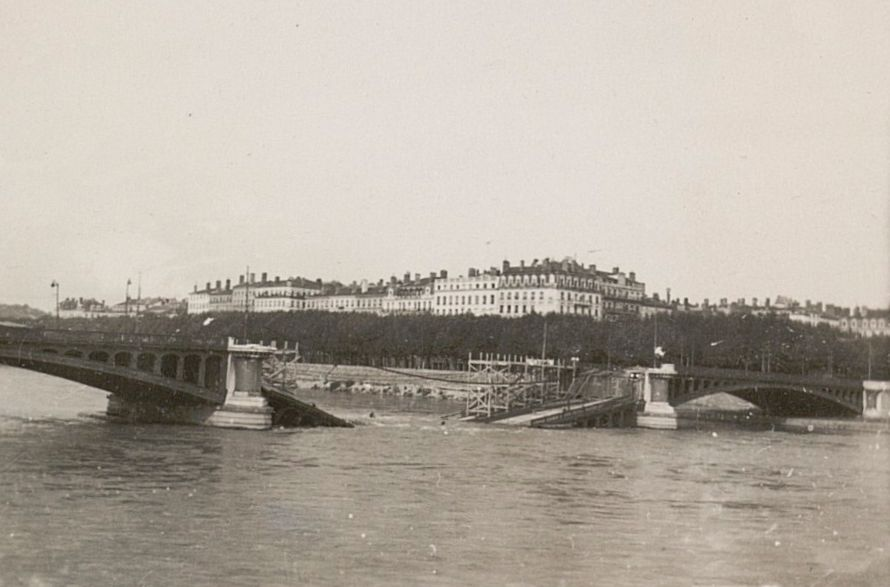
Pont Morand détruit par les Allemands en 1944
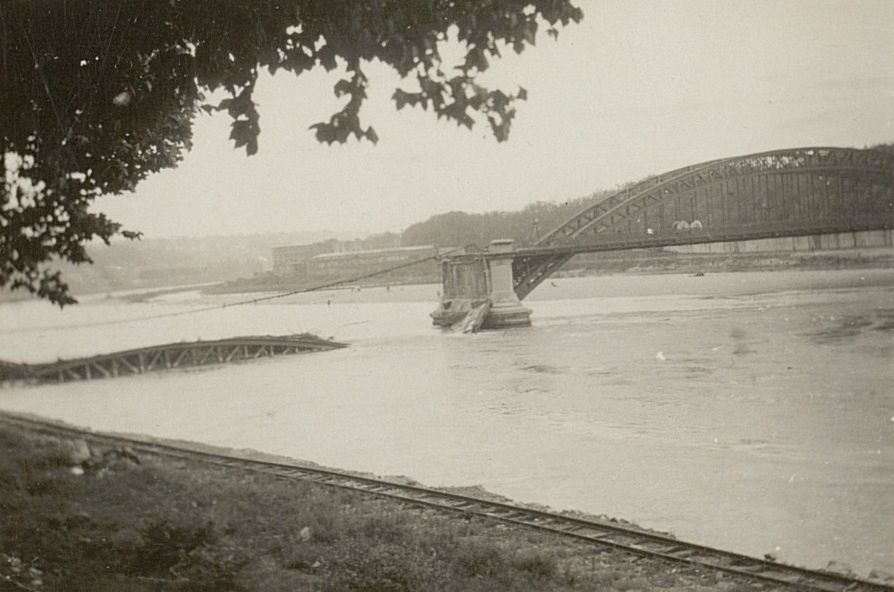
Pont de la Boucle détruit par les Allemands en 1944
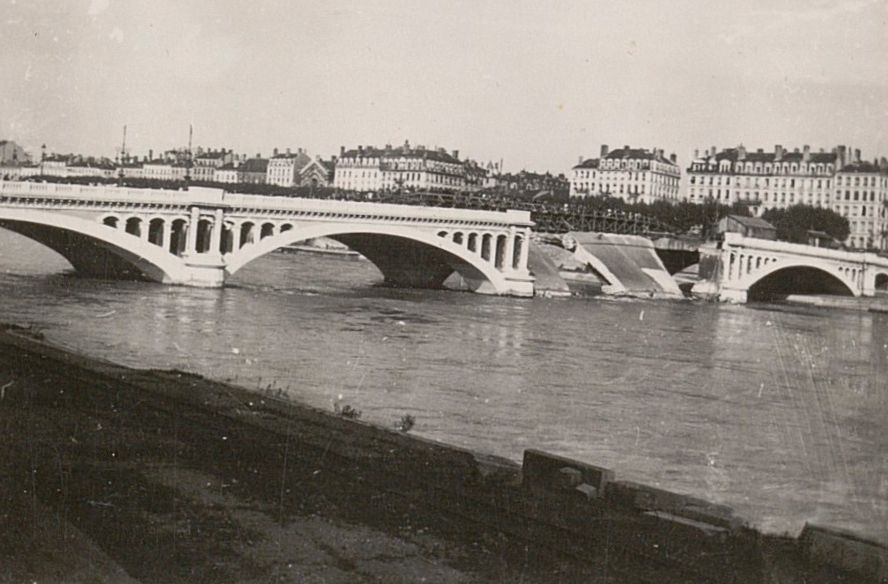
Pont Wilson détruit par les Allemands en 1944
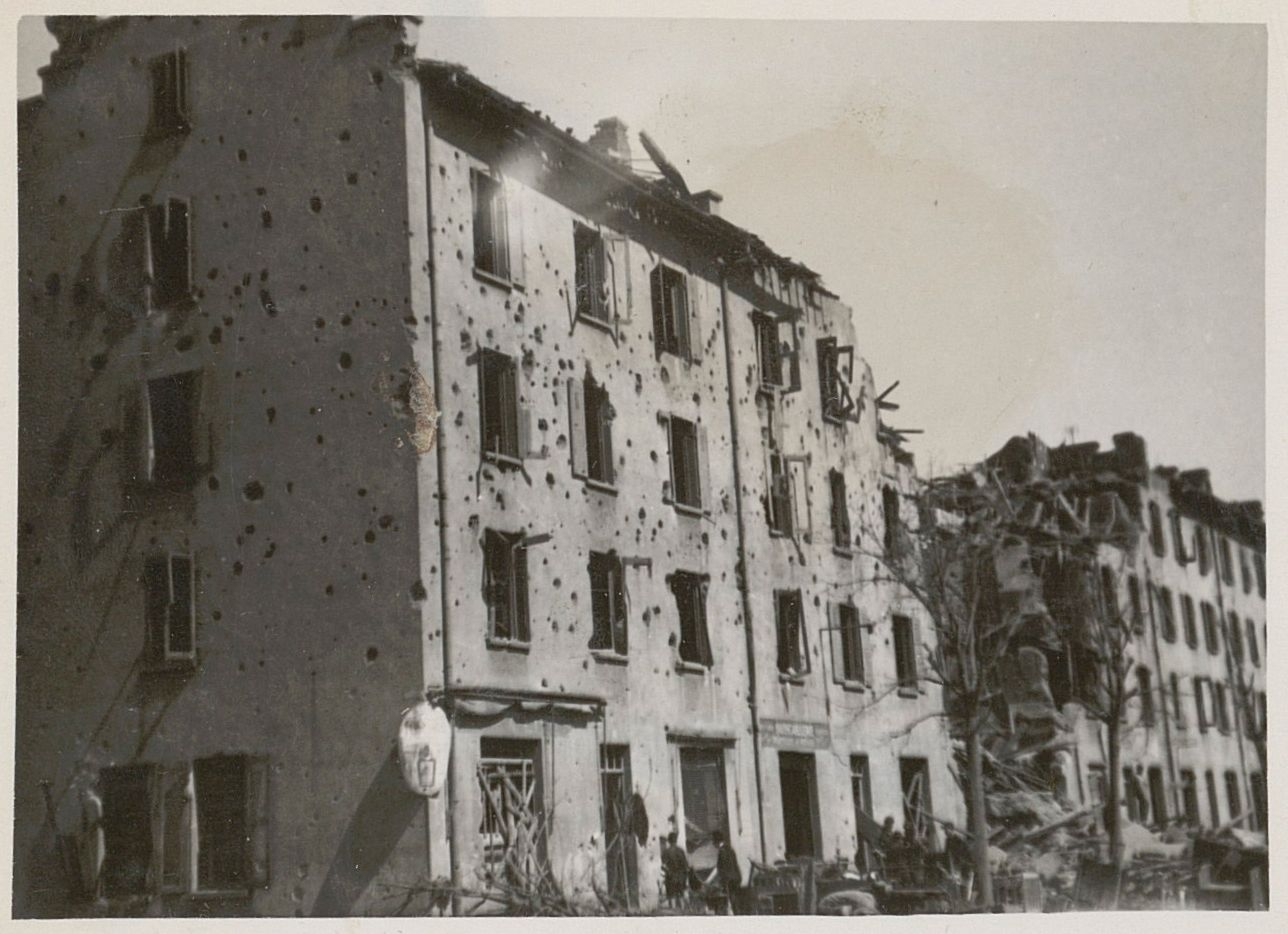
Bâtiment lyonnais détruit par les bombardements de 1944
Bombardement de Lyon par l'aviation alliée, le 26 mai 1944, quai de Serin, n° 54 (vue prise de la rue Niepce ; la gare d'eau en arrière plan).

#### Guerre totale de la Résistance contre l’occupant
En 1943, la population lyonnaise, dans sa grande majorité, ne croit plus en Vichy et est persuadée que l'Allemagne va perdre la guerre. Le soutien à la Résistance se développe fortement et les actions contre l’occupant sont quotidiennes durant cette année-là. Ils sont conduits par le groupe des MUR dirigé par Marcel-Gabriel Rivière, les commandos de la MOI et des détachements FTP.
L'année 1943 est celle de la lutte féroce entre la Résistance et les services de l'occupant ou de Vichy. À Lyon, le dirigeant de la Gestapo est Werner Knab, secondé par August Moritz et Klaus Barbie ; ils sont activement soutenus par la Milice, dirigée à Lyon par Paul Touvier. Malgré quelques succès de ces derniers, tels l'arrestation de Jean Moulin en juin 1943 et une vague d'arrestations en mars 1944 parmi les dirigeants locaux des Mouvements unis de la Résistance (MUR), ils ne peuvent empêcher le développement du mouvement, surtout après la mise en place du STO, qui entraine de nombreux réfractaires vers la Résistance. Les attentats et sabotages sont quotidiens au cours des années 1943 et 1944. En 1943, La résistance crée à Lyon le bureau central de Gallia, réseau de renseignements militaire et policier, sous la direction de Henri Gorce-Franklin.
En 1943, progressivement, les instances de direction de la Résistance passent à Paris. En mai, le Conseil national de la Résistance y commence ses réunions. À partir d'août, le comité directeur des MUR quitte Lyon pour Paris. Lyon reste toutefois une plaque tournante importante des réseaux d'opposants.

#### La répression

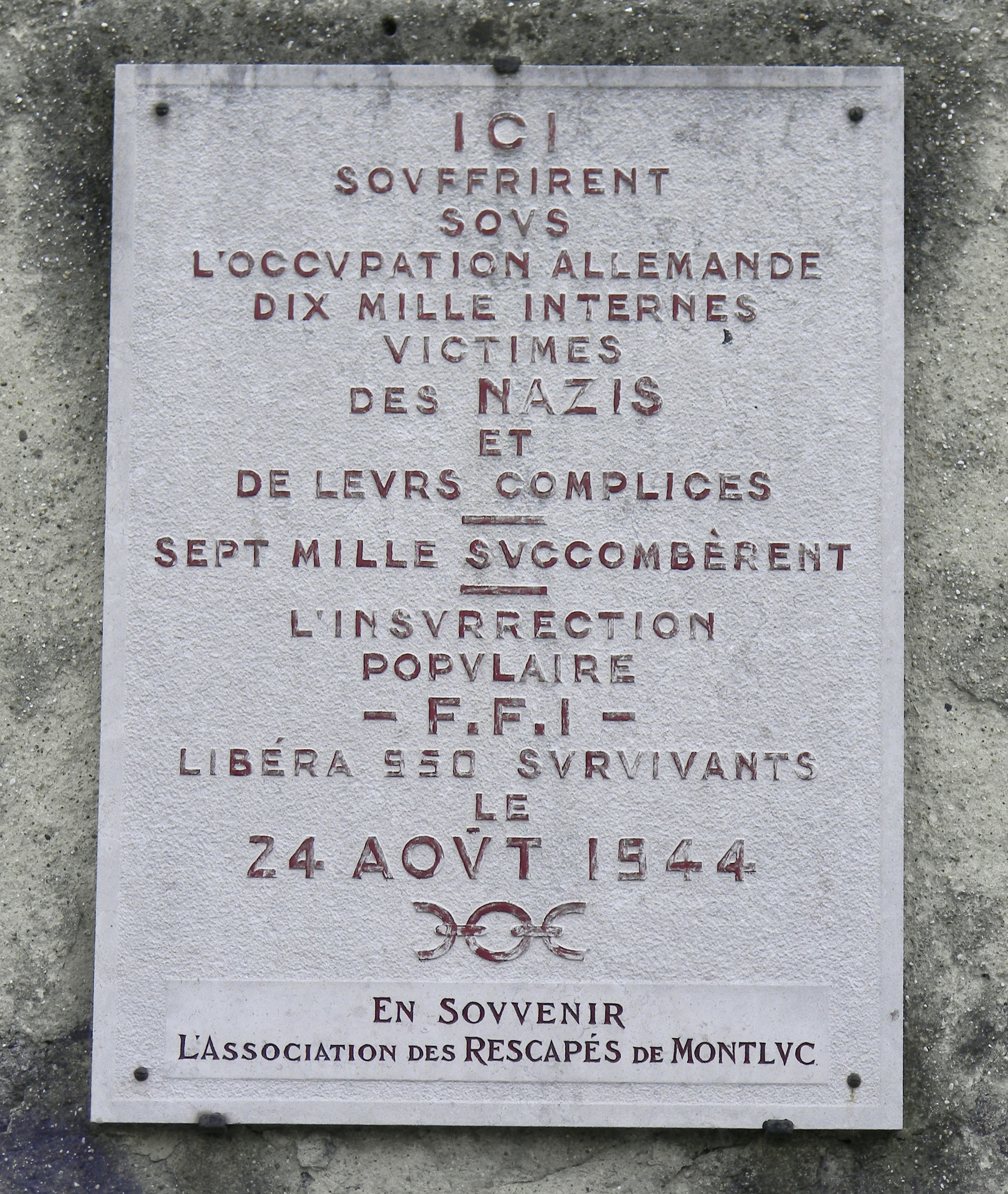
Plaque commémorative des victimes des nazis enfermés à la prison Montluc.

La répression de l'opposition à l'occupant et au régime vichyste est menée en parallèle par plusieurs forces qui n'ont pas toujours parfaitement le même but et ne se coordonnent pas toujours. Du côté allemand, la répression est dirigée par Werner Knab et menée par Klaus Barbie.
Avant même l'invasion de la zone sud, les Allemands lancent en septembre 1942 l'opération Donar, qui sera un échec malgré l'arrestation de Gérard Brault, qui tenait un émetteur radio pour le compte de Jean Moulin, à Caluire.

##### Les Nazis
Les services de maintien de l'ordre de l'Allemagne nazie (Gestapo et Sicherdienst) nazis sont d'abord dirigés par Fritz Hollert, puis par Werner Rolf Mülher et enfin, à partir de l'été 1943 par le SS Obersturmbannführer Werner Knab. La Gestapo en elle-même est dirigée par son subordonné le SS Hauptsturmführer Klaus Barbie, responsable de la lutte contre les ennemis de l’État et le SD est, lui, commandé par August Moritz. Ces services emploient environ deux cents personnes, y compris des Français. Dans son numéro de juin 1944, le journal clandestin Spartakus du groupe des Révolutionnaires communistes allemands et autrichiens (RKD) exilés en France en publie l’organigramme.
Werner Knabb a déjà une expérience violente dans ce domaine. Avant d'être nommé à Lyon, il est membre de l'Einsatzgruppe C et fut le chef de la section IV du Sipo-SD de Kiev, qui est intervenu lors du massacre de Babi Yar. La section de Lyon du commandement de la police de la sécurité est l'une des six déployée en zone sud et elle contrôle les départements de la Loire, du Rhône, de l'Isère, de l'Ardèche, de l'Ain, des parties de la Saône-et-Loire et du Jura situées au-dessous de la ligne de démarcation ; à partir du retrait des troupes italiennes en septembre 1943, elle est également compétente pour les départements de la Drôme, de la Savoie et de la Haute-Savoie.
Lyon concentre également trois autres services :  un tribunal militaire (Kriegsgericht), le renseignement militaire (Abwehrdienst) et la gendarmerie de campagne (Feldgendarmerie), qui sert d'auxiliaire au Sipo-SD.
Face à la croissance des actions de résistance, la répression décidée par les autorités d'occupation s’accentue à compter de la fin de l'année 1942 et ce, jusqu'à la libération de Lyon, fin août 1944. Cette montée de la violence s'explique par la forte activité résistante, un manque de personnel qui pousse aux solutions expéditives et « la prégnance de la Weltanschauung nationale-socialiste chez Werner Knab et d'autres membres du Sipo-SD ayant sévi en Europe de l'Est ».
Les actions contre les Juifs continuent, comme lors de la rafle des Villeurbannais, le 1er mars 1943. Leur action contre la Résistance aboutit également à plusieurs succès comme l’arrestation de Jean Moulin en juin 1943 ou les arrestations de mars 1944 qui atteignent fortement la direction régionale des MUR.
La répression devient de plus en plus arbitraire, avec par exemple les fusillés de Montluc. À partir d'avril 1944, les Allemands exécutent des groupes de prisonniers, de plus en plus nombreux. On peut également citer les 115 abattus à l'aérodrome de Bron, les 130 massacrés au fort de Côte-Lorette de Saint-Genis-Laval ou les cinq résistants tués sur la place Bellecour, et dont les corps sont laissés visibles plusieurs heures. En tout, plus de 2 000 personnes sont exécutées pendant la guerre.

##### La Milice
La Milice est l'auxiliaire principal des Allemands dans la chasse aux résistants et aux Juifs. Elle est à Lyon composée de nombreux auxiliaires issus pour le plus grand nombre du PPF, regroupés dans le « Mouvement national anti-terroriste » et dirigé par Francis André 
La Milice est, durant la deuxième partie de la guerre, dirigée à Lyon par Paul Touvier, chef régional couvrant dix départements. Il remplace alors Henri Gonnet en devenant son supérieur hiérarchique. En 1943, la Milice est déjà en difficulté face à la Résistance, qui lui porte de rudes coups. À son arrivée, il constate que la Milice locale est active en outrepassant les lois et dispositions pourtant d'exception décidées par le gouvernement de Vichy. Le chef départemental est Robert Mathès et à Lyon même, les personnes importantes sont le chef de la Franc-garde Mongour et l'adjoint de Mathès Cotta-Cordier.
Entre avril 1943 et avril 1944, Touvier est en concurrence avec Joseph Lécussan, nommé également responsable local de la Milice. Le différend est tranché par Jean Degans en faveur de Touvier en avril 1944. Lécussan forme alors une nouvelle équipe avec le Russe blanc Pauverine pour poursuivre son activité.
En 1944, Touvier installe les locaux de la Milice rue Sainte-Hélène, dans les locaux de l'externat Saint-Joseph.

##### La Police de Vichy
En 1940, le poste de commissaire central de Lyon est créé et attribué à René Cussonac, un fidèle de Pétain. Promu ensuite sous-directeur de la police nationale à Vichy, il revient en juin 1943 comme intendant régional de police, grade créé à la faveur de la loi du 23 avril 1941 portant création de la Police Nationale par le gouvernement de Vichy. Il est très actif dans la chasse aux réfractaires du STO, la répression de la Résistance et la déportation de juifs.

#### Organisation de l’antisémitisme officiel et de la déportation juive
Les actions contre les Juifs continuent, comme lors de la rafle des Villeurbannais, le 1er mars 1943.

### Libération et épuration
Préparée activement par les mouvements résistants, la libération, si elle a lieu dans l'été 1944, est attendue par la grande majorité de la population dès les premiers mois de l'année.

#### La libération

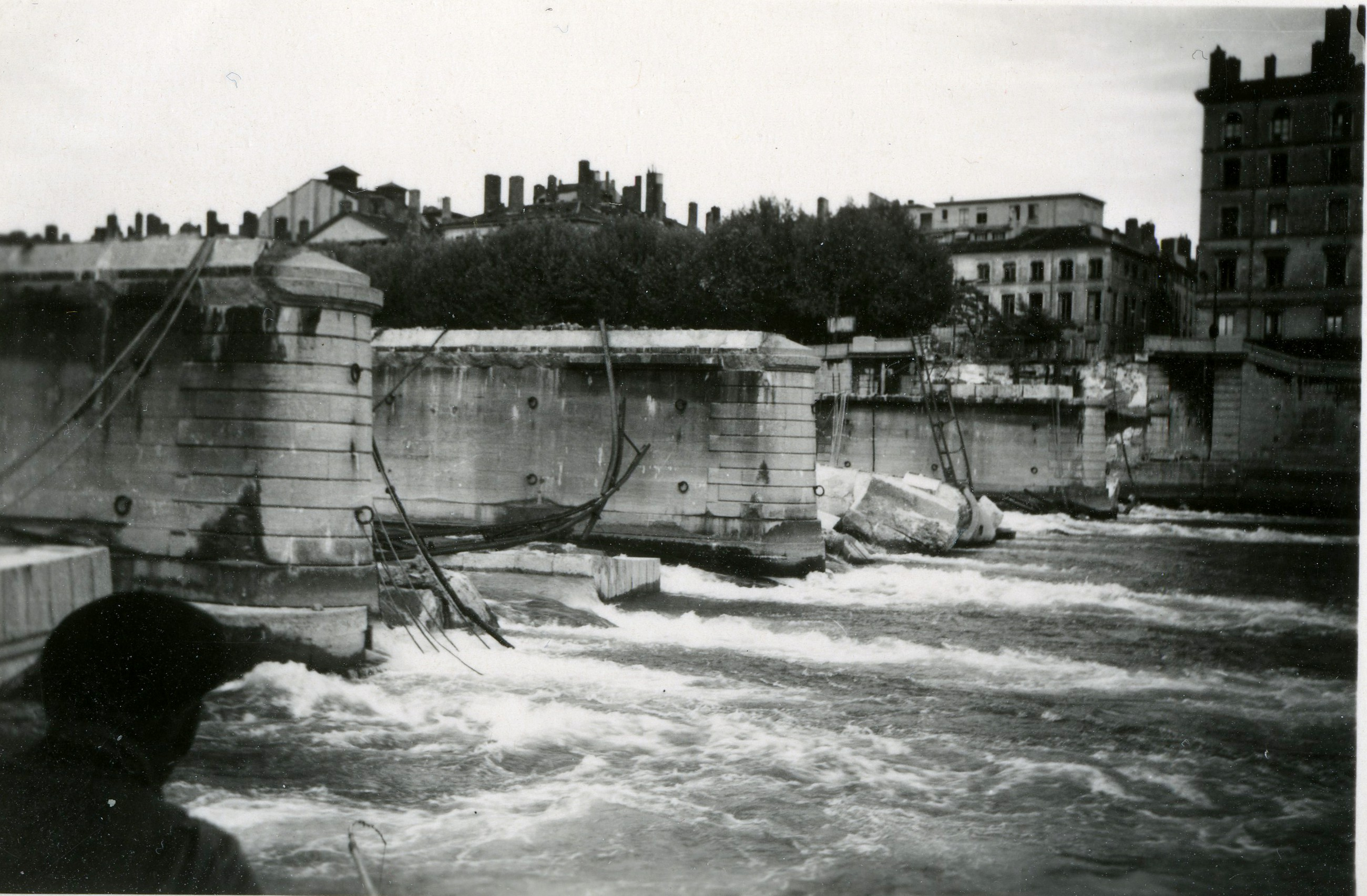
Le pont Tilsitt détruit par les Allemands en 1944, archives personnelles.

Pendant l'été 1944, les conflits entre les forces de police vichystes, les Allemands et les résistants deviennent quotidiens. La peur s'installant dans le camp des collaborateurs et des nazis, ces derniers exécutent de plus en plus d'otages ou de prisonniers en représailles d'actions de la Résistance.« Il en résulte un véritable climat de guerre civile. Chaque jour, de nombreuses victimes tombent dans les deux camps ».

##### Opérations militaires alliées précédant l'entrée en ville
Pour les Américains, la libération de Lyon est prévue pour le VIe corps d'armée ; pour les Français, ce sont le général de Lattre de Tassigny avec la Ire armée, ainsi que les FFI du lieutenant-colonel Marcel Descour qui s'en occupent. Le 14 août 1944, le quartier général des Forces Spéciales à Londres, parachute dans le Rhône, derrière les lignes allemandes, l'équipe Jedburgh Jude (dirigée par William Leslie accompagné d'Alfred E. Holdcham et Jean Larrieu) pour bloquer la circulation de trains et notamment à Sainte-Foy-l'Argentière .
Durant le mois d'août, les troupes allemandes venant du sud de la France passent par Lyon en bon ordre, se repliant vers le Reich. Lyon est alors un centre logistique de repli important. La dernière armée à circuler de manière structurée est la XIe Panzer le 31 août.

##### Dernières exécutions allemandes
À la suite du massacre de Saint-Genis-Laval, le commissaire de la République Yves Farge prend la décision au risque d'être capturé d'aller à la préfecture demander au préfet de Vichy André Boutemy l'arrêt de cette escalade meurtrière. Devant les manifestations d'impuissance de celui-ci, il envoie un courrier aux autorités allemandes indiquant l'exécution de quatre-vingts prisonniers de guerre, et en réclamant l'arrêt des exécutions sommaires. Le colonel SS Knab a également reçu le cardinal Gerlier, qui lui a exprimé son indignation à la suite du massacre de Saint-Genis-Laval, où il est allé dirigé les oraisons funèbres. Alors qu'il reste un millier de prisonniers à la Prison Montluc, où les Allemands ont l'habitude de piocher, les Allemands, qui reçoivent le courrier le 23 août, quittent Montluc le 24 sans faire davantage de morts.
Cependant, Gustave André et Roger Coutarel sont extraits de la prison le soir du 23 et enfermés au siège de la Gestapo à Bellecour. Le 29 août, ils sont exécutés sur le bord de la route à Limonest.

##### Dernières décisions des résistants

La libération de Lyon, vue du pont Wilson, NARA.

Alban Vistel et Marcel Descour renoncent courant août à attaquer les Allemands, estimant les ressources en armes de leurs troupes tout à fait insuffisantes. Il s'oppose en cela à d'autres responsables dont plusieurs des FTP qui souhaitent que Lyon, à l'instar de Paris et Marseille se libère elle-même. Dans son rapport, Alban Vistel indique qu'il ne dispose en ville que de 500 hommes des MUR, quelques centaines des milices patriotiques et d'une foule de volontaires enthousiastes, mais que pour équiper l'ensemble, il n'a que quelques dizaines de mitraillettes et de pistolets. Par ailleurs, les autorités allemandes ont clairement annoncées qu'elles n'hésiteraient pas à se venger sur la population de toute tentative de soulèvement.
Malgré la disproportion des forces, une insurrection est lancée dure plusieurs jours entre le 24 et le 27 août à Villeurbanne, pour finalement échouer.
Vistel décide par contre le 28 août de faire venir vers la ville les 1 500 hommes du commandant Chabert de Bourgoin, les 1 500 du colonel Romans venant de l'Ain, ceux du colonel Darciel et ceux du commandant Mary. Ces unités parviennent en place à la toute fin du mois d'août et se mettent en contact avec les groupes-Francs de la ville, dirigés par Marin-Breyton,.
Le 1er septembre, les troupes s'avancent dans la ville sans s'engager militairement contre les Allemands.

##### Arrivée des Alliés et départ des Allemands

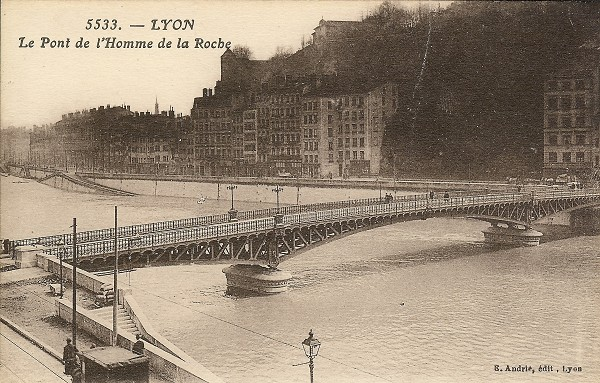
Pont de l'homme de la Roche, seul pont de Lyon a ne pas avoir été détruit par les Allemands lors de leur retraite.

Le 1er septembre, des panzers allemands accrochent l'armée américaine assistée par les résistants de l'Ain du capitaine Collet, arrêtant sa progression. Pendant ce temps, des sections désordonnées de l'armée allemandes passent par Lyon en fuyant en désordre l'avancée alliée. Comme symbole de cette débâcle, le 2 septembre, un groupe de militaires nazis s'emparent place Morand de bicyclettes sur des civils pour s'enfuir avec. Lors de ces derniers jours, un certain nombre de miliciens et de collaborateurs s'enfuient également, avec leur famille. Le gros des troupes stationnées en ville quittent Lyon dans la nuit du premier au deux septembre, ne laissant que quelques hommes pour effectuer les actions de ralentissements.
Le 2 septembre une patrouille de la 45e division d'infanterie américaine fait une incursion dans la ville. Durant la matinée et le début de l'après-midi, les éléments de l'armée allemande restés sur place tentent de faire sauter tous les ponts. L'action d'un résistant sur place, le lieutenant Joseph Laval, en sauvera deux, le pont de l'Homme de la roche et la Passerelle Saint-Vincent,. Ils incendient également les gares des Brotteaux, de la Guillotière et de Saint-Clair, des installations à la Part-Dieu, des magasins, etc.
Dans l'après-midi de la même journée, le commandant Bousquet et son groupe de résistants du Vercors tient militairement la rive gauche du Rhône. Constatant le départ des Allemands, Alban Vistel se rend vers 14 heures à la préfecture et s'en empare sans coup férir. Il y hisse le drapeau français avec l'aide du commissaire de la République Yves Farge, ce qui occasionne des tirs allemands.
Dans la soirée du 2 septembre, l'hôtel de ville est occupé sans violence, les Allemands ayant quitté la presqu'île. Les premiers chars américains de la 36 division d'infanterie arrivent alors sur la rive gauche du Rhône avec les FFI.
‌

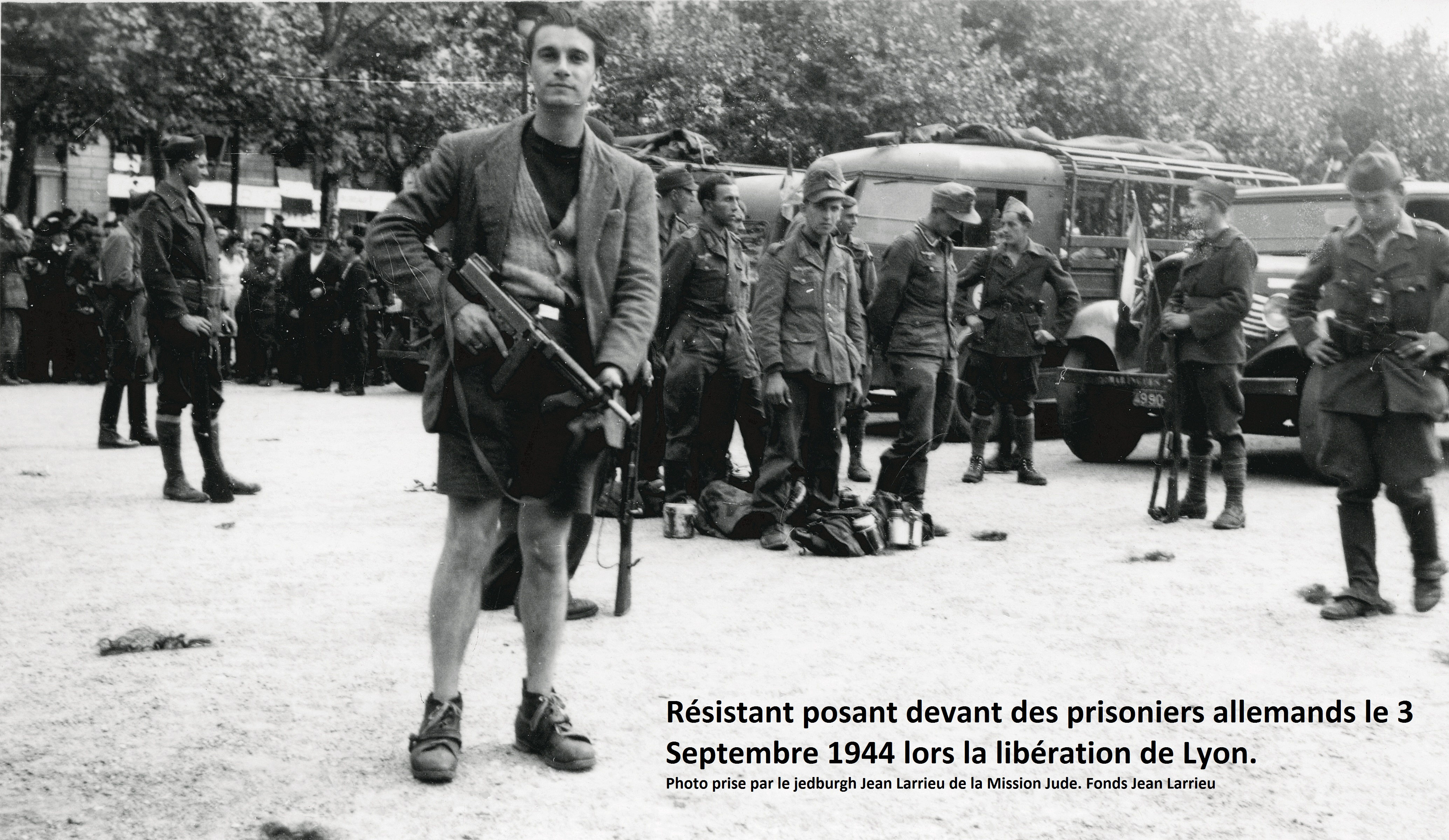
Résistant posant devant des prisonniers durant la libération de Lyon le 3 septembre 1944

Le lendemain 3 septembre, Lyon est officiellement libérée par le groupe Vigier, comprenant des éléments de la 36e division d'infanterie U.S. et par des éléments de la  1re division française libre. Le général Brosset est désigné peu après gouverneur militaire de Lyon,. Dans le même temps, les FFI du commandant Mary et les FTP du maquis de l'Azergues entrent dans Lyon . Tous constatent que les Allemands ont parfaitement opéré leur repli pendant la nuit, laissant la ville vide. Les seuls accrochages qui ont lieu sont contre des miliciens qui, réfugiés sur les toits, livrent un ultime combat. Ils sont vite réduits par les FFI.
Le jour même, Yves Farge, désigné Commissaire de la République, Justin Godart, maire provisoire, et Alban Vistel (commandant militaire de la région de Lyon) proclament le rétablissement de la République. Dès l'après-midi du 3 septembre parait le journal Lyon libéré, qui contient les proclamation des principaux hommes forts locaux. Yves Farge nomme immédiatement préfet Henri Longchambon.
- Arrêtés pris par Yves Farge dès la prise de la ville.
- Création du Journal officiel de la région Rhône-Alpes
- Suspension de la Commission municipale de Lyon et de nomination du nouveau Conseil municipal
- Création des cours martiales, p. 1
- p. 2
- Abrogation des lois raciales
- Autorisation de parution du Progrès

Ce même jour, l'ensemble des forces ayant participé à la libération de la ville se regroupe et défile dans la ville :  la 36e division d'infanterie américaine, la 1re division française libre, plusieurs maquis (Vercors, Ain…) dirigés par Narcisse Geyer, De Costa de Beauregard, Romans-Petit, les FTP de Villeurbanne et d'Oullins.
Le 5 septembre 1944 est organisé place Bellecour une prise d'Armes et une remise de décorations regroupant toutes les Forces de la Résistance ayant participé à la libération de Lyon.
Le général de Gaulle arrive le 14 septembre, et souligne dans un discours le rôle fondamental de la ville dans la Résistance en lui décernant le jour même le titre de « capitale de la Résistance ».

#### L'épuration

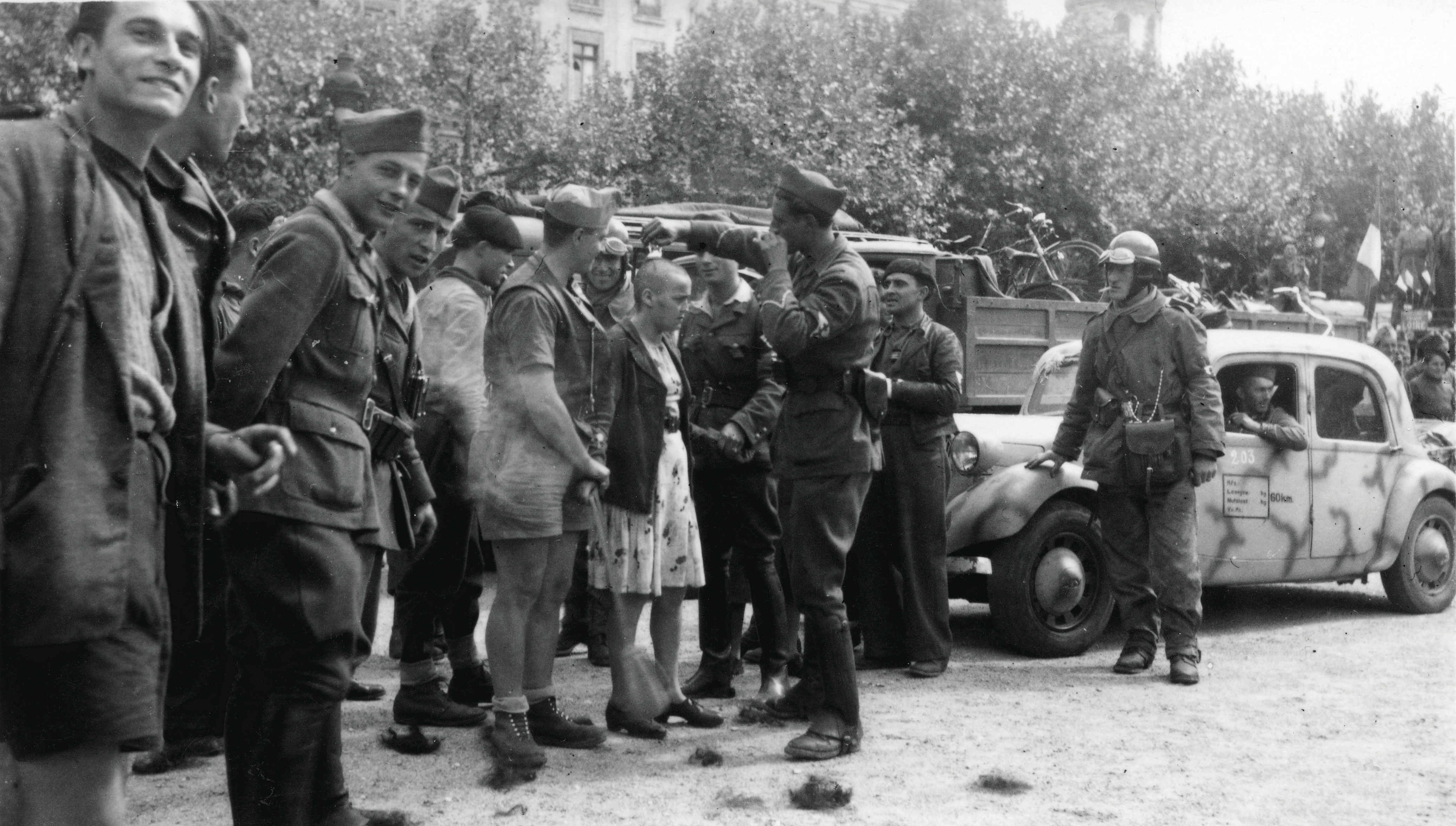
Durant la journée du 3 septembre 1944 où Lyon est investi par les Forces militaires, la tonte des femmes ayant collaboré est organisée.

L'épuration est menée initialement par des combattants de l'ombre sous forme d'exécutions sommaires, mais Yves Farge s'attache à mettre en place et faire fonctionner correctement les organes officiels de la Justice : Cours martiales puis Cours de justice et Chambres civiques. L'épuration comprend au total 272 exécutions et environ 2 600 condamnations diverses pour le département du Rhône. La presse est entièrement supprimée pour collaboration, à l'exception du Progrès.

##### Les premiers jours
Dès le départ des Allemands et la chute du régime de Vichy, de nombreux résistants s'en prennent aux collaborateurs, aux miliciens. Plusieurs sont malmenés, certains tués, plusieurs femmes sont tondues. Yves Farge, dès sa prise de fonction, prend des mesures pour encadrer le processus d'épuration et tenir la discipline parmi les hommes de la Résistance. L'arrêté no 13 du Journal officiel lyonnais institue les cours martiales.
Très rapidement, il procède à une première épuration, purement administrative. La chambre de commerce et d'industrie est vidée de ses dirigeants et à sa tête est nommé Henri Lumière. Plusieurs personnalités judiciaires compromises sont déchues : au niveau de la cour d'appel, le premier président Jacquier et le procureur général Sennebier, au sein du  tribunal de première instance, le procureur de la République Ducasse sont destitués de leur fonction ainsi que plusieurs avoués. Le recteur de l'Université Gain est également renvoyé et remplacé par André Allix.
Plus politique, il met en place une nouvelle municipalité, avec entre autres Édouard Herriot encore prisonnier en Allemagne et Louis Pradel. Le maire provisoire, en attendant le retour d'Herriot est Justin Godart.
Les journaux le Nouvelliste et Lyon républicain sont suspendus, un administrateur provisoire étant nommé pour procéder à la purge.

##### Bilan de l'épuration
L'épuration touche lourdement le patronat qui sort fortement discrédité du conflit. Plus que les livraisons pour l'Allemagne, qu'il lui était difficile de refuser ou d'empêcher, ce sont « des discours voire des actes en phase avec la politique répressive, et plus largement une attitude socialement intransigeante, souvent dans le prolongement des évènements de 1936, qui sont reprochés. »

## La vie lyonnaise pendant la guerre

### La société

#### Démographie
Il est délicat d’évaluer de manière précise la population de Lyon durant les années de guerre, ainsi que son évolution. En effet, les recensements de 1936 et de 1946 ne sont pas d’une qualité parfaite. Il est possible d’estimer que la population lyonnaise reste globalement stable aux alentours de 460 000 habitants tandis que celles des communes industrielles de la périphérie telles Bron ou Vénissieux sont sensiblement diminuées par les bombardements.
La population lyonnaise est marquée par une masculinité importante, un certain vieillissement et une population étrangère en baisse forte, par le jeu des naturalisations et du non-renouvellement pendant la guerre. Le recensement de 1936 décompte 24 974 étrangers et celui de 1946 17 125. On peut noter une poussée régulière de la nuptialité et de la natalité pendant les années 1940, 1941 et 1942, suivie d’une baisse importante en 1943 ; les données de 1944 étant trop imprécises.
La guerre en elle-même ne semble être la cause de la mort que de 8 000 Lyonnais. On peut estimer qu’environ 1 300 Lyonnais décèdent en déportation, dont 700 israélites. Les très nombreux israélites qui se sont réfugiés à Lyon pendant la guerre et qui furent découverts et déportés ne sont pas ici comptabilisés ; leur nombre étant estimé à 12 000. À cela s’ajoutent les tués durant l’année 1944, environ 650 dus aux bombardements, 380 exécutions par l’occupant et 272 après la Libération. En définitive, cela représente environ 1 % de la population morte par faits de guerre, à rapprocher d’un taux de 2 % pour l’ensemble de la France.

### Économie et industrie
Durant la guerre, Lyon représente le principal bassin industriel de la zone sud, et est donc particulièrement surveillé par les Allemands, qui cherchent très vite à en profiter. Toutefois, cette zone industrielle ne comprend que très peu de centres de décision importants, étant tous regroupés à Paris ou Vichy,. Lyon semble ne pas avoir trop souffert d’une baisse de l’activité économique durant la guerre ou, tout du moins, parvient à retrouver des niveaux d'avant-guerre rapidement. Entre 1936 et 1946 le taux d’activité passe de 69 à 73 %. Le chômage semble donc avoir été faible, avec une hausse notable de l’emploi féminin.

#### Lyon, bassin économique diversifié et dépendant de Paris

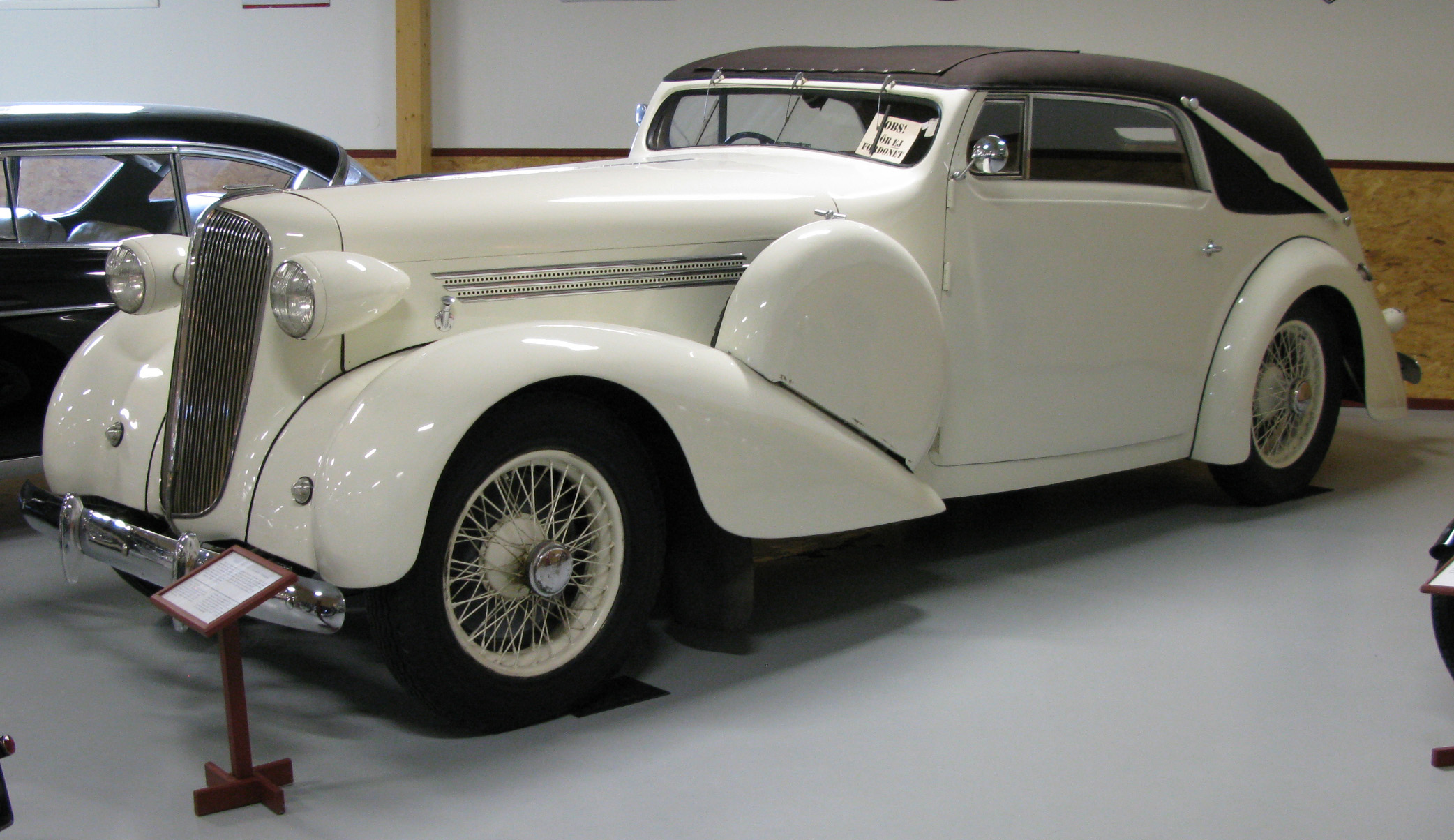
Berliet Type A1, typique de la production des années 1930. Ivars Bil Museum. Suède

Lyon est la plus importante région industrielle de la zone non occupée. Si le traditionnel tissage de la soie ne représente plus une part importante de l'activité, son héritage avec les fibres artificielle (rayonne et fibranne avec Rhodiacéta et les textiles artificiels du sud-est), le couloir de la chimie, la mécanique avec de nombreux sous-traitants pour l'aviation et l'automobile, dont le fer de lance est Berliet avec ses camions, permet à la région de disposer d'un panel très large d'activités. Si l'agglomération lyonnaise et ses alentours ne sont pas spécialisés dans l'agro-alimentaire, il existe à Lyon un certain nombre de grandes usines de ce secteur, souvent détenues par des familles lyonnaises. Il existe ainsi des usines de pâtes, des conserveries de viandes, des chocolateries ou des entreprises de boissons,.
Si la région dispose d'un grand nombre d'établissements productifs, il n'y a pas de centre de décision important sur place, mis à part l'entreprise Berliet. Même durant la période de division du pays, les organes de décisions industriels restent à Paris. De même, les services ministériels et les nouvelles organisations touchant à la production nationale du gouvernement de Vichy, tel l'Office central de répartition des produits industriels, restent dans la nouvelle capitale. Une structure est créée sur Lyon, le comité de la soie, mais il ne défend les intérêts que d'une industrie largement affaiblie et devenue mineure.

#### Une économie de guerre et de pénurie
La crise induite par la guerre touche la région via plusieurs mécanismes. En premier lieu la disparition des débouchés extérieurs comme d'une partie des importations bloque ou gêne un grand nombre d'industries mondialisées, surtout celle de la soie.
Par ailleurs, toutes les industries mécaniques touchant de près ou de loin aux affaires militaires sont fortement réduites par l'occupant allemand. Ainsi, les industries de guerre doivent se reconvertir rapidement, les commandes étant subitement éteintes. L'usine Martin Moulet & Cie à Oullins qui fabrique des pompes pour l'aviation militaire est forcée de se tourner vers des produits civils (pompes de bicyclette, robinetterie) et débauche en 1940 plus de mille ouvriers sur mille deux cents. De même, Rhône-Poulenc stoppe sa production de phénol pour les poudreries, l'entreprise Vermorel à Villefranche arrête de fabriquer de l'optique pour les chars.
Au moins au début de la guerre, la coupure de la ligne de démarcation gêne considérablement les relations entre les industries avec leurs donneurs d'ordre, très majoritairement parisiens. Les autorités allemandes, et tout particulièrement Richard Hemmen, délégué à l'économie auprès de la Commission allemande d'armistice de Wiesbaden, bloquent toute circulation de marchandises et utilisent la ligne de démarcation pour faire pression sur le gouvernement de Vichy. Toutefois, la ligne de démarcation bloquant les arrivées de produits venant du nord de la France, les industries lyonnaises se retrouvent avec une demande importante pour des biens habituellement venus des bassins industriels parisiens ou du Nord. Ainsi, dès 1940, les constructeurs locaux voient arriver de nombreuses commandes pour des machines agricoles, des camions à gazogène ou des bicyclettes. Les gênes causées par la ligne de démarcation cessent avec la signature des Protocoles de Paris du 20 mai 1941, qui libèrent l'essentiel de la circulation de marchandise.
Mais pour l'ensemble de la durée du conflit, c'est le blocage des débouchés et des importations qui freinent considérablement l'activité. Ainsi, les entreprises soyeuses, celles qui exploitent le bois venus des pays du nord de l'Europe voient leur activité être réduits lourdement, et nombreux sont les ateliers à être complètement à l'arrêt. Quant à la panne de l'industrie automobile liée aux pénuries de carburant, elle freine l'activité des très nombreux sous-traitants de ce secteur que compte la région lyonnaise.
Malgré les difficultés, les industries ne périclitent pas. Le chômage est bas, les industries parviennent à trouver des matières premières de substitution et recyclent considérablement. Pour ne pas renvoyer leurs ouvriers, les industriels modulent les horaires de travail, pour arriver à un régime moyen aux alentours des trente heures par semaine. Pour ce qui est de l'utilisation des matières de remplacement, les ingénieurs trouvent rapidement pour la plupart des usages des solutions. Ainsi par exemple, dans le matériel électrique, le cuivre est remplacé par l'aluminium et le coton par la rayonne.

#### L'industrie lyonnaise et le Reich: entre obligations et collaborations
Dès l'armistice, les autorités allemandes s'emploient à exploiter rationnellement les capacités industrielles de la France tout à la fois pour la poursuite de leur guerre contre le Royaume-Uni, qui s'enlise progressivement dans un conflit aéro-naval, et à partir de l'hiver 1940, pour préparer puis soutenir l'attaque contre l'Union soviétique. Toutefois, cette collaboration change complètement de visage en 1942, lorsque les échecs allemands sur le front de l'est conduisent Hitler à décréter la guerre totale.

##### Sous Vichy

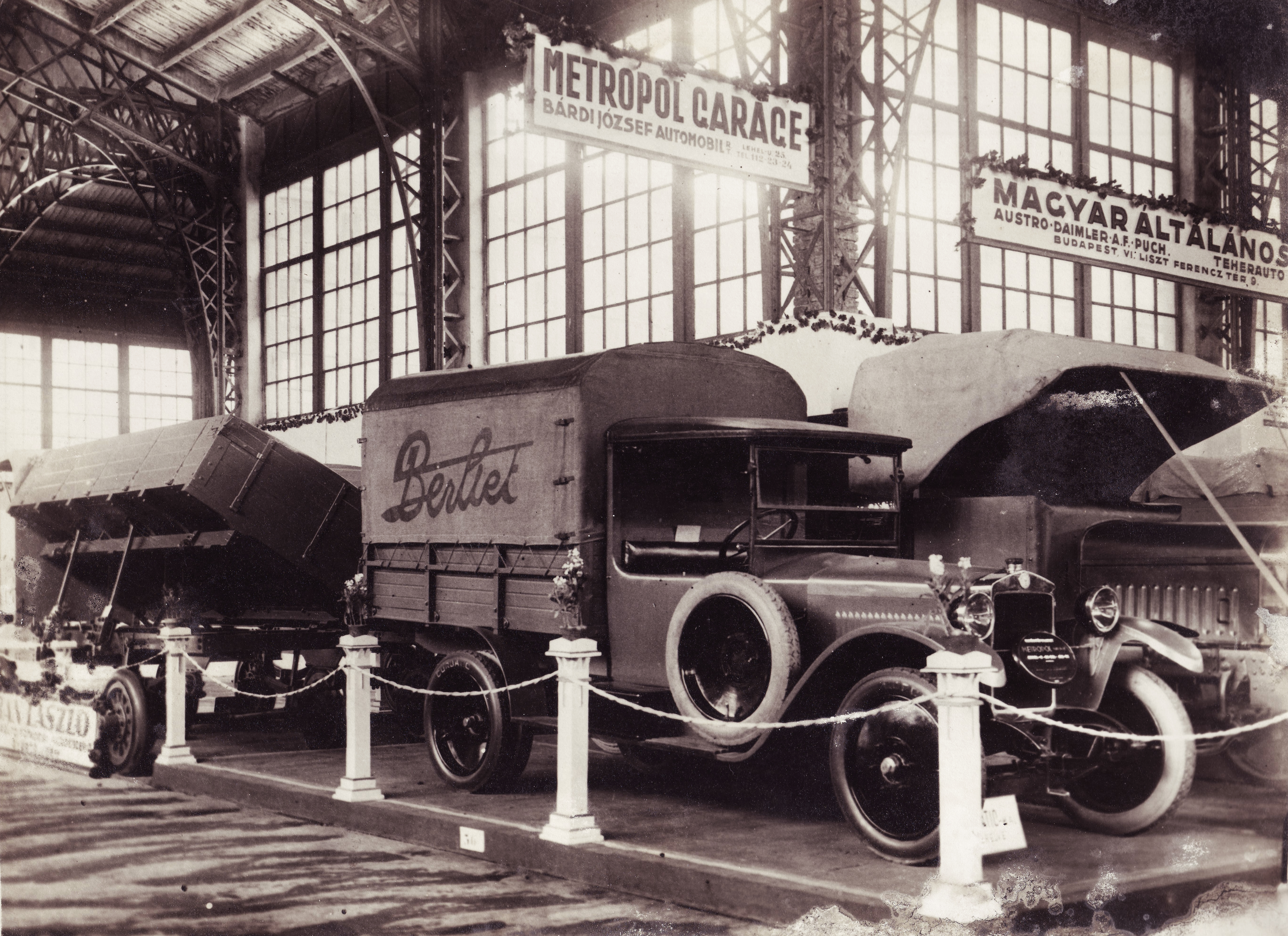
camion Berliet présenté lors de la première exposition automobile hongroise, 1925.

Dès le départ des troupes allemandes de juillet 1940, les Allemands installent à l'hôtel Carlton une commission de contrôle de l'armement (Rüstungskontrollkommission II) destinée à surveiller, selon les termes de l'armistice, les usines susceptibles de fabriquer de l'armement. En effet, dès 1940, les autorités nazies souhaitent profiter de la puissance industrielle de la Zone libre pour poursuivre la guerre contre l'Angleterre. Ainsi, les nombreuses visites de cette vingtaine d'ingénieurs en uniforme vont permettre de se lier avec certaines patrons et de leur proposer des commandes allemandes. Les premiers à répondre favorablement à ces demandes, sans même demander l'aval de Vichy, est le syndicat de la soie qui, pour écouler des stocks devenu non exportables, signe un contrat de fabrication de parachute pour la Wehrmacht. Durant l'année 1940, des visites et propositions de la part d'industriels allemands se déroulent régulièrement, permettant très tôt de nouer des liens dans des secteurs prioritaires tels que la production d'aluminium ou la fabrication aéronautique.
Durant cette période où les autorités nazies sont obligées de convaincre les industriels de travailler pour elles, elles ne mettent pas de difficultés excessives pour remplir leurs obligations en termes d'indemnisations des réquisitions effectuées après la signature de l'Armistice qui fixe le cessez-le-feu le 24 mai à minuit. En effet, le pillage avait été poursuivi malgré l'accord de paix et, afin de ne pas braquer inutilement leurs partenaires économiques français, les Allemands les dédommagent de ces prises de guerre illégales. Notons d'ailleurs que certains dossiers voient aboutir une issue de manière particulièrement rapide, telles les usines Berliet, qui touche la quasi-totalité de la somme demandée dès août 1940. Les industriels du textile artificiel bénéficient du même traitement de faveur.
Plus largement, de nombreuses entreprises sont obligées de travailler avec les industriels allemands pour poursuivre correctement leurs activités. Ainsi, les établissements Gillet acceptent-ils une prise de participation allemandes en échange d'un contrat garantissant un approvisionnement en pâte de cellulose venant des pays du Nord. De même, de nombreux sous-traitants acceptent des contrats de fabrication de pièces détachées avec des usines de montages allemandes pour maintenir une bonne activité. Toutefois, tant que la zone sud est libre, les entreprises lyonnaises sont bien moins engagées dans la collaboration que celles de la zone occupée. À l'instar d'un grand nombre d'industries automobiles similaires en France, Berliet, à Lyon, a travaillé pour la Wehrmacht en produisant des véhicules ou des pièces pour des chars. Les industriels du textile lyonnais collaborent également, telles les usines Neyron & Cie (Rasurel). Toutes ses collaborations disposent de l'accord des autorités via le ministère de la production industrielle.
Un organe de collaboration officiel s'installe à Lyon en septembre 1941, le Centre en France des organisations économiques allemandes. Il est destiné à recevoir les propositions d'association des entreprises françaises à la recherche de clients, et a faciliter les contacts entre industriels des deux pays. Cette installation précède de peu un des grands moments de collaboration franco-allemande : l'organisation de la foire de Lyon du 27 septembre au 5 octobre 1941. Cette manifestation permet aux nombreux ingénieurs en civil de nouer des liens avec les entreprises françaises de la zone libre.
La politique d'aryanisation avec la spoliation des biens des juifs commence sous vichy sans demande particulière de la part des Nazis. Sur Lyon, cette politique ne dérange pas le tissu industriel, seule quelques fabriques de confection sont placées sous administration provisoire, tel les Établissements René Wahl,.

##### Sous occupation allemande
Dès l'occupation de novembre 1942, la situation change pour les entreprises, les Allemands passant de demande de contrat à la contrainte de leur livrer du matériel. Même si la commission de contrôle de l'armement, Rüstungskontrollkommission II, ne se transforme officiellement en Rüstungskommando (de) qu'en septembre 1943, les autorités allemandes usent immédiatement de menaces pour obtenir l'assentiment des patrons lyonnais. Toutefois, un grand nombre de dirigeants lyonnais ont accepté de livrer les allemands bien avant que ces derniers n'en viennent à user d'intimidations. Ainsi, dès 1942, sur quarante quatre usines visitées par la commission de contrôle de l'armement un tiers acceptent de collaborer au programme d'Albert Speer visant à pallier les dégâts causés en Allemagne par les bombardements anglais.
« L'industrie lyonnaise des années 1943-1944 a bien fonctionné massivement pour l'occupant et, si elle ne l'a pas fait plus, ce n'est souvent pas par refus de principe. » De nombreux facteurs ont gênée une plus grande collaboration : réticences des firmes allemandes a transmettre un savoir-faire, matières premières et énergies rationnées, main d’œuvre réduite, dégâts des sabotages, attentats et bombardements. En définitive, si la volonté n'est pas défaillante, les résultats concrets sont souvent maigres, et cette situation est régulièrement déplorées dans les rapports allemands.

### La vie quotidienne

#### Alimentation et rationnement
Estimer si Lyon est plus ou moins touchée par les restrictions alimentaires est difficile. Comme partout, le rationnement débute dès 1940, et s’aggrave progressivement.
L'administration de Vichy note dès le printemps 1941 que les produits se font rares, chers et qu'une partie des denrées circulent au marché noir. Dans un rapport au secrétaire d'état à la famille et à la santé, le délégué régional à la famille Maurice Denis expose en avril 1941 que les familles modestes ne peuvent plus acheter de viandes ou de légumes, que les pommes de terre ont disparu des étals, tout comme les topinambours ou les rutabagas. Les légumes restant sont à des prix trop élevés. Même les pâtes alimentaires et le pain peuvent venir à manquer pour ceux qui ne subsistent que par les cartes de rationnement. Les autorités tentent de protéger les mères de famille, à la fois dans un souci humaniste et en vertu de l'idéologie de la Révolution nationale. Augmenter les rations des femmes enceintes et des mères de famille nombreuses, faire respecter les priorité dont elles ont droit dans les magasins, surveiller les prix pratiqués dans les restaurants, plusieurs actions sont tentées mais elles se heurtent à l'hostilité des commerçants et à la pénurie générale, qui restreint la solidarité des habitants vis-à-vis de cette population.
Jusqu’en 1942, comme toute la Zone sud, Lyon bénéficie des importations issues des colonies. Comme partout, les jardins ouvriers se développent, les liens familiaux et amicaux entre urbains et ruraux sont utilisés pour pallier les manques et la municipalité complète les mesures gouvernementales en faveur des enfants par des distributions de nourriture et de vitamines.
Toutefois, les années 1943 et surtout 1944 connaissent des crises de plus en plus aigües d’approvisionnement. Ainsi, les fournitures de lait passent de 190 000 litres en 1943 à 80 000 en 1944.

#### Surveillance et répression

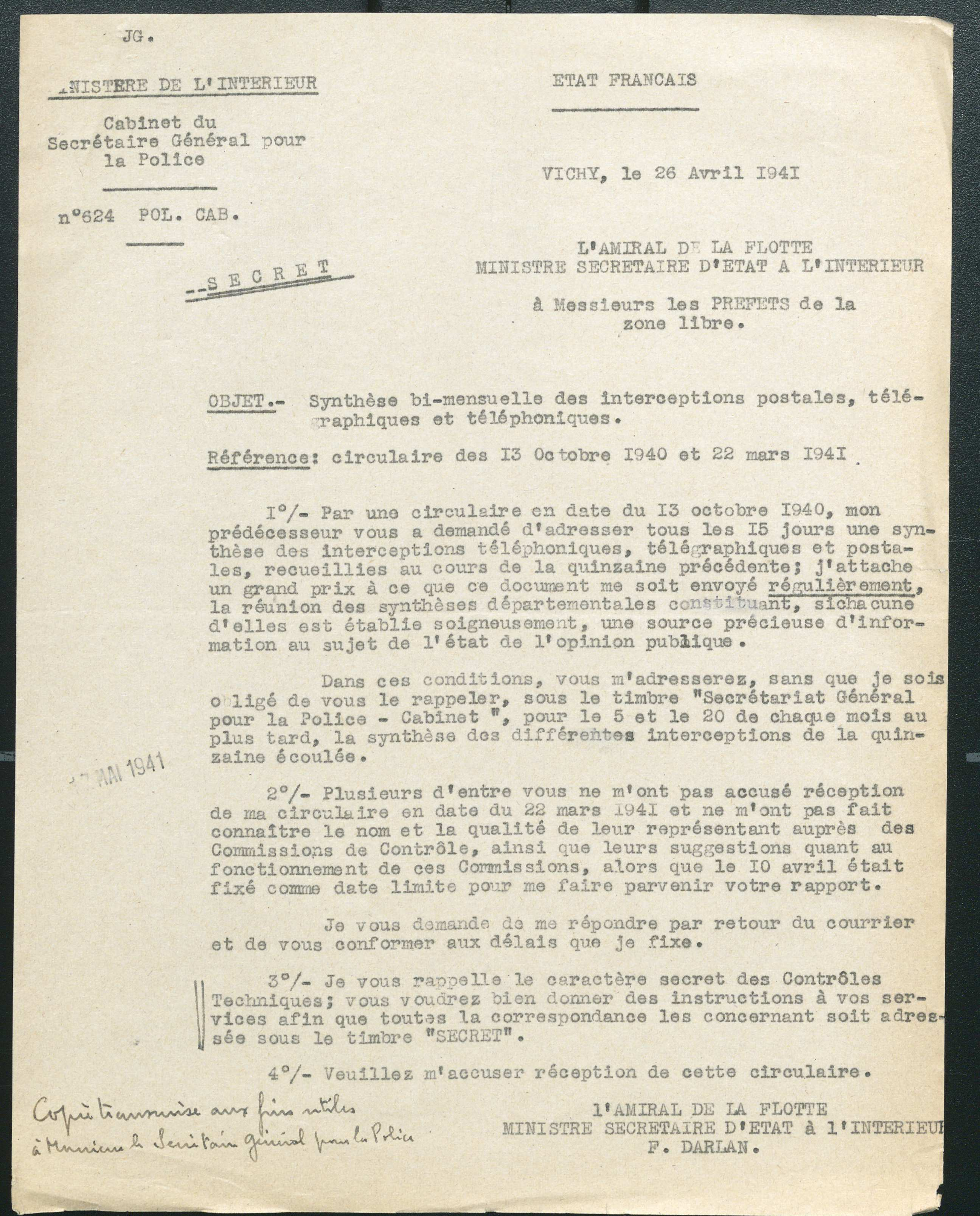
Circulaire du 13 octobre 1940 et du 22 mars 1941 : Interceptions postales, télégraphiques et téléphoniques.

Après la signature de l'armistice, le contrôle des transmissions a été maintenu, il s'agit d'effectuer des écoutes téléphoniques, de lire le courrier et les télégrammes. Un rapport était effectué qui établissait l'état de l'opinion, donnait des informations sur le ravitaillement, sur le travail, sur l'économie nationale, et sur les étrangers. À titre d'exemple, au cours de la semaine du 18 au 25 août 1941, 15 380 lettres au départ de la gare de Perrache ont été vérifiées et 11 lettres ont été saisies.
La censure surveillait les journaux étrangers et le 4 juin 1941 la Gazette de Lausanne a été refoulée car elle contenait un article interdit. Il n'était pas possible d'effectuer des appels internationaux sans autorisation. Des enquêtes étaient diligentées après interception de renseignements à la suite d'écoutes. Ainsi, le restaurant « Le Métropole » subit une enquête pour trafic noir de cigarettes après une conversation mais le restaurant a été blanchi à la fin de l'investigation.
La répression s'exerce à Lyon également par la justice d'exception des sections spéciales créées par la loi du 14 août 1941. La cour spéciale de Lyon juge durant les dix-neuf mois de son existence 742 personnes, prononce six condamnations à mort dont deux sont exécutées. Elle est dirigée par Faure-Pinguely, qui est abattu chez lui le 12 décembre 1943 en représailles de l'exécution du résistant des FTP-MOI Simon Frid. Il est également institué par Vichy un tribunal d'État, dont l'un des membres est Joseph Darnand, créateur du Service d'ordre légionnaire. Enfin, une loi de janvier 1944 crée des cours martiales de la Milice, dirigée à Lyon par Joseph Boiron. Cette cour martiale se réunit à 18 reprises et condamne à mort 45 résistants.
Par ailleurs, la répression est complétée après l'occupation de la zone sud par les Allemands et six sections du Sipo-SD, la IV (la Gestapo) est dirigée par Klaus Barbie. L'occupant réquisitionne pour ses besoins l'école de santé militaire, un immeuble boulevard des Belges et la prison Montluc.

### La culture, les arts
Durant la première année de la guerre, entre 1940 et 1941, la vie culturelle à Lyon est considérablement amoindrie, malgré l'installation à Lyon d'un certain nombre d'artistes parisiens. La municipalité décide de restreindre fortement les représentations à l'opéra, et les cinémas subissent très rapidement une censure qui bride la vie culturelle. Le nouveau maire, Georges Villiers, nomme comme adjoint aux beaux-arts Robert Proton de la Chapelle, qui s'emploie à revitaliser la culture lyonnaise. Le tournant survient à l'automne 1941, où une embellie survient autant dans les cinémas qu'au théâtre. À l'inverse, l'occupation à partir de novembre 1942 ne semble pas avoir provoqué de second étouffement.

#### Théâtre
Le théâtre des Célestins perd son directeur en octobre 1941 lorsque Charles Comte décède. Il est remplacé par Charles Gantillon, nommé par Proton de la Chapelle. Celui-ci tente de s'écarter d'une programmation commerciale et crée la « Comédie de Lyon », qui monte des pièces ambitieuses. La première pièce de théâtre montée est les Fourberies de Scapin, avec André Roussin et Louis Ducreux. Gantillon, durant la première saison entre octobre 1941 et janvier 1942, programme 148 représentations dont 29 de la Comédie de Lyon.
Durant les années suivantes, il est constamment reconduit dans ses fonctions et n'hésite pas à faire des paris audacieux. En décembre 1942, il lance Gérard Philipe dans la pièce d'André Roussin Une grande fille toute simple et crée en 1943 La Reine morte de Henry de Montherlant. Conscient également des obligations de succès commerciaux, il organise durant l'été 1943 des opérettes en plein air sur la place Bellecour.

#### Opéra
Robert Proton de la Chapelle nomme pour diriger l'opéra Roger Lalande pour les danseurs et choristes et André Cluytens pour l'orchestre. Dans le même temps, pour des raisons financières, l'établissement retourne en régie municipale directe. Il rouvre le 16 octobre 1941 avec Ninon Vallin. L'orchestre comme le ballet sont augmentés et les critères de sélection revus à la hausse. Année après année, les ambitions des dirigeants comme de la municipalité vont croissantes, et les représentations sont plus nombreuses et de meilleure qualité.

#### Peinture
Durant la Seconde Guerre mondiale, que ce soit durant la période de la zone libre ou après l'invasion de celle-ci en novembre 1942, Marcel Michaud maintient ses présentations de l'art moderne au sein de la galerie Folklore, contournant sans discontinuer la censure et les interdits de la Propagandastaffel. En 1940, le peintre Jean Martin peint La Blessure au côté, l'une des iconographies les plus remarquables de l'art de la défaite, sorte de pietà des armées, figurant un soldat allemand portant un soldat de l'armée de l'air française blessé au flanc.
C'est durant cette période que René-Maria Burlet, aidé de Jean Bertholle, Idoux, Lenormand et Étienne-Martin fonde l'Académie du Minotaure, groupe qui a pour objectif une action pédagogique en-dehors de toute structure officielle et à contre-courant de l'école des beaux-arts.
En mai 1943, René Jullian, conservateur au Musée des beaux-arts, est révoqué pour avoir trop largement accueilli la peinture moderne au sein du musée. Au même moment, Marcel Michaud organise une exposition Maîtres de demain avec entre autres Jean Bazaine, qui provoque de violentes réactions d'hostilité de la part de la presse collaborationniste.

#### Littérature
Peu après la déclaration de guerre, Marc Barbezat fonde, aidé par Jean Martin, la revue L'Arbalète qui devient « l'une des revues majeures de la littérature clandestine parues sous l'Occupation ».

### Les religions
Durant l’été 1940, de nombreuses institutions religieuses se regroupent à Lyon pour fuir l’annexion allemande, qu’elles soient catholiques, protestantes ou juives.

#### Les catholiques

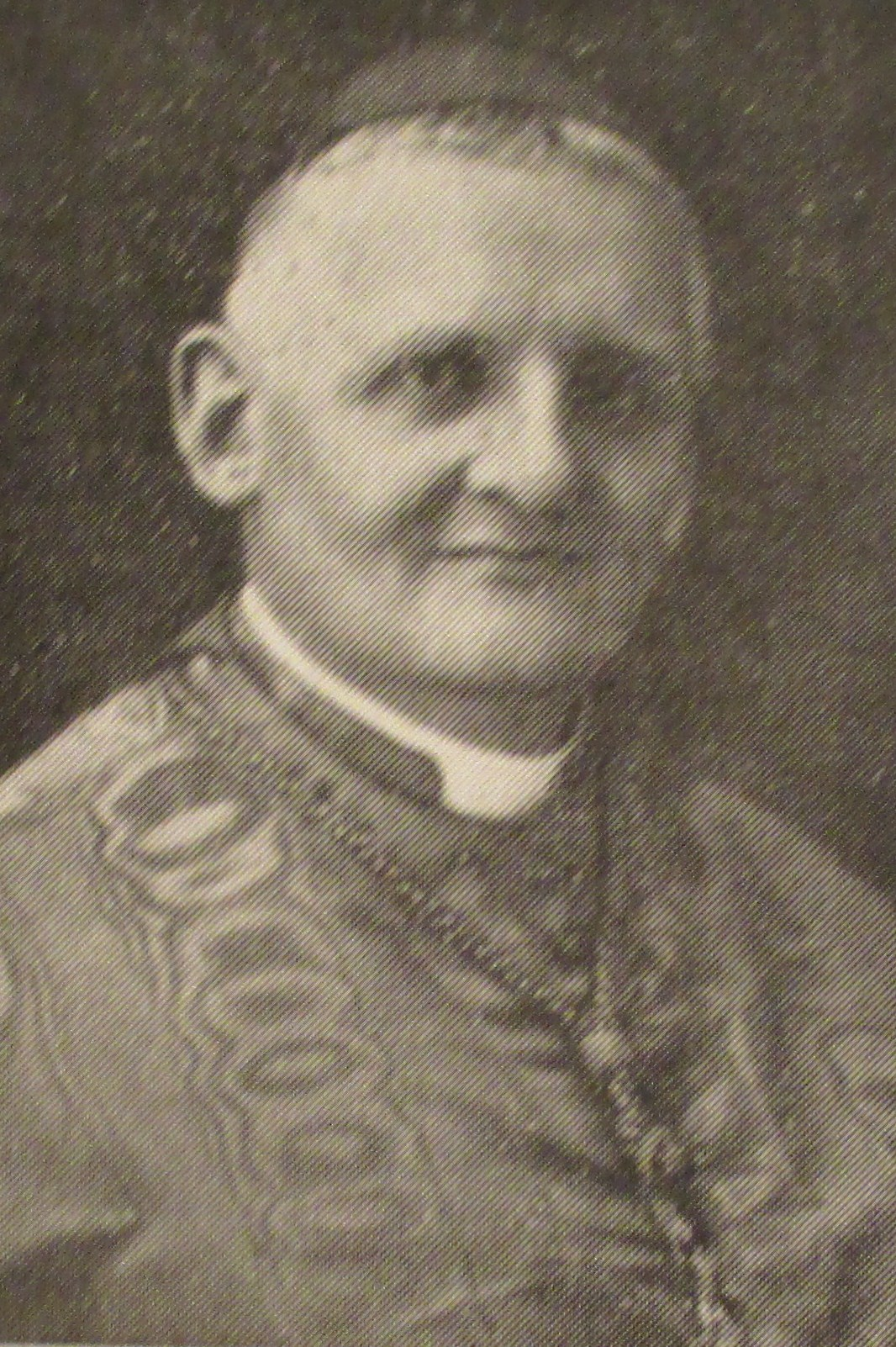
Le cardinal Gerlier. Photographie tirée du journal L'Illustration, Hors série de février 1939.

Les catholiques lyonnais, sous l'égide du cardinal Gerlier, suivent dans l'ensemble la tendance générale des catholiques français. Séduits par la figure et le discours du maréchal Pétain, ils estiment dans leur grande majorité qu'il va rendre tout autant la grandeur de la France que la place de l'église dans la société française. Toutefois, assez rapidement, cette unanimité se lézarde, les rafles contre les juifs et la politique collaboratrice de Vichy heurtant trop la conscience de la plupart des croyants.

##### Historiographie
L'étude des catholiques lyonnais durant le Seconde Guerre mondiale a connu une première synthèse durant les années 1970 avec deux colloques menés en 1976 et 1978 par le Centre régional d'Histoire religieuse de Lyon, mais aussi les ouvrages importants de Renée Bédarida, Marcel Ruby et de Monique Luinard,.
De nouvelles études des années 2000 sur les positions des catholiques durant la Seconde Guerre mondiale insistent toutes sur la nécessité de disposer d'une chronologie fine des évènements, les consciences de beaucoup évoluant rapidement. Après deux premières années où la majorité catholiques adhèrent à la figure du Maréchal, à sa vision et à la plupart des projets et actions du gouvernement de Vichy, de nombreuses tendances catholiques se détachent progressivement pour s'opposer plus ou moins activement aux politiques persécutrices et antisémites.

##### 1940: Les catholiques lyonnais, majoritairement partisans du Maréchal Pétain

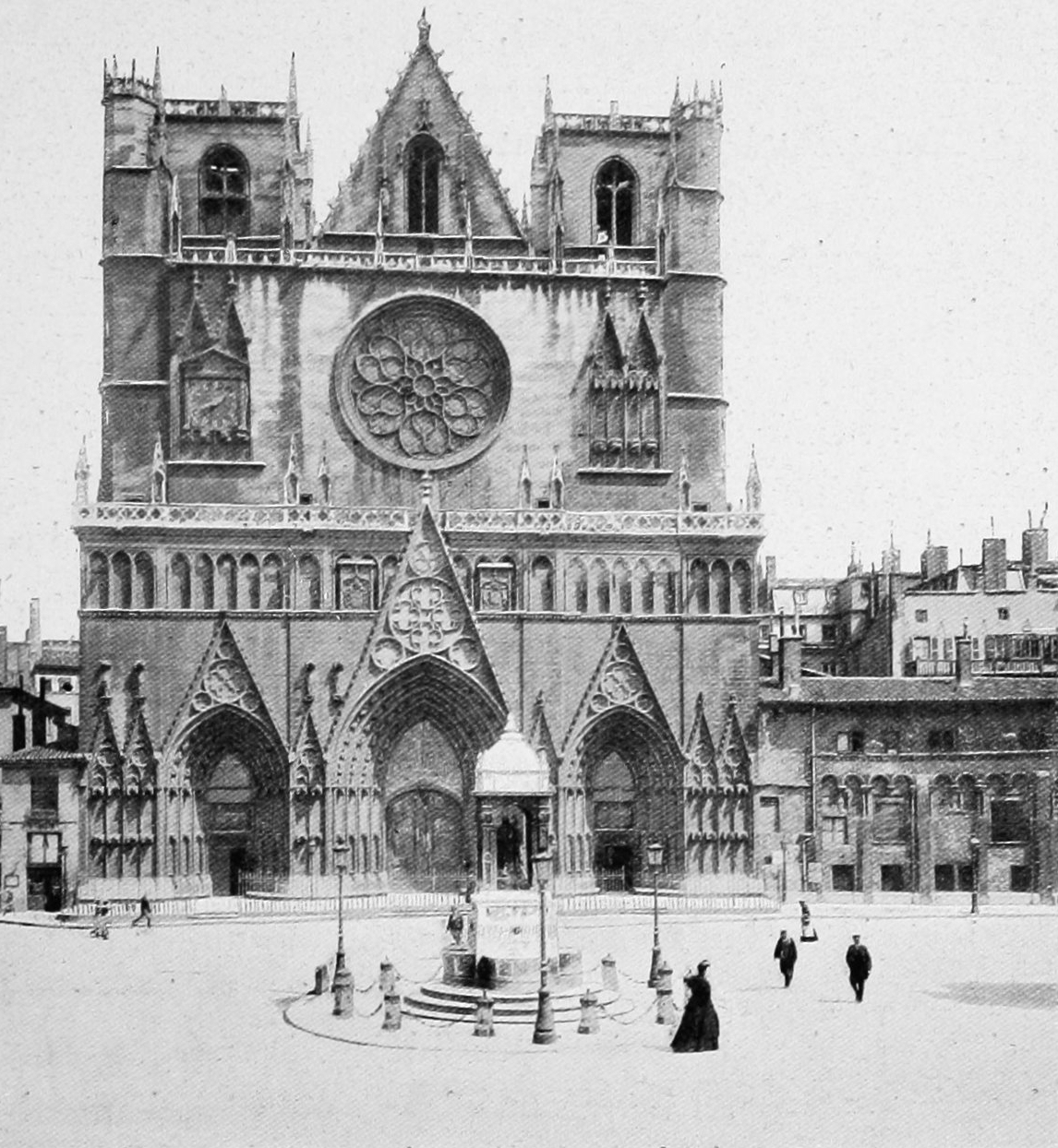
Cathédrale Saint-Jean, où le cardinal Gerlier accueille le maréchal Pétain en grande pompe.

Parmi les croyants catholiques, bien peu réprouvent le régime et appellent à continuer la lutte contre les nazis en 1940. Les autorités religieuses adhèrent sans beaucoup de réserves aux discours et aux actes de Vichy. Le nouveau régime, et en particulier son chef Pétain affiche clairement sa volonté de lier la France à l’Église catholique. De nombreux membres du cabinet du maréchal sont proches de l'Action française. Ainsi très vite, l'ensemble des autorités catholiques sont chaleureusement accueillies à Vichy ; que ce soient des jésuites, les chefs scouts ou l'ensemble de l'épiscopat.
Le cardinal Gerlier est reçu dès le 16 juillet par Pétain et prend position très rapidement sur le fait que l’Église doit aider le maréchal dans son œuvre de relèvement de la France. Il affirme le 26 octobre que « l'exigence primordiale est de rendre au Christ-Roi sa place dans la vie nationale ». Ainsi accueille-t-il avec enthousiasme Pétain lors de ses deux passages à Lyon, notamment le 19 novembre 1940 en sa cathédrale Saint-Jean par ces mots : « Pétain c'est la France, et la France aujourd'hui, c'est Pétain ». Estimant que Dieu l'a choisi pour relever la France, il lui offre la croix comtale du chapitre Saint-Jean. Comme une majorité de catholiques français, il accueille l'orientation traditionaliste du nouveau régime avec entrain, ne pouvant condamner la lutte contre les francs-maçons, les juifs et les communistes, le discours sur la régénération de la société. Cette position engagée est sans cesse réaffirmée et relayée vers l'ensemble du clergé diocésain ; ce dernier poussant la population à la vénération du maréchal et au soutien de son œuvre.
En 1940, de nombreuses institutions catholiques se rapatrient à Lyon, fuyant l’envahisseur. Arrivent ainsi entre Rhône et Saône Temps nouveau et Stanislas Fumet, Esprit et Emmanuel Mounier, La Croix, les jésuites de l’Action populaire. De la même manière, la commission permanente de l'Assemblée des cardinaux et archevêques de France vient s'installer en banlieue lyonnaise, à Vénissieux. Le cardinal Gerlier étant le seul cardinal de la zone non occupée, il devint le porte-parole de l'institution auprès des autorités françaises. Cette fonction l'amène jusqu'à la fin de 1942 à ne pas prendre de position qui pourrait diviser l'épiscopat.
En contrepoint de la tendance générale, s'appuyant sur un terreau démocrate chrétien lyonnais riche, plusieurs initiatives sont menées par plusieurs groupes catholiques pour s'opposer au défaitisme général et au suivisme aveugle vis-à-vis du gouvernement de Vichy. ainsi, Stanislas Fumet parvient-il à relancer le jour de Noël la revue Temps présent, renommée Temps nouveau, malgré la censure, alors qu'il est fermement anti-nazi et démocrate. De même, dès l'été, des membres des Nouvelles équipes françaises et de l'Association catholique de la jeunesse française refusent la défaite et, soit estiment que Pétain joue double jeu pour relever la France contre les Allemands, soit estiment qu'il a failli et décident de poursuivre la lutte seuls.

##### 1941: Premiers doutes et premières résistances
La grande masse des catholiques continuent de soutenir le maréchal Pétain et le gouvernement de Vichy durant l'année 1941, mais le sentiment général évolue. Les nombreuses personnes qui pensaient que Pétain jouait double jeu pour mieux reprendre la lutte déchantent, tandis que les nombreux chrétiens sensibles aux thèmes de charité et d'humanité sont gênés par les mesures répressives, quelles soient antisémites ou anti-démocratiques. Beaucoup de catholiques se retranchent derrière la position officielle, portée notamment par le cardinal Gerlier, et établie le 24 juillet 1941 par l'Assemblée des cardinaux et archevêques de France à destination de Pie XII. Celle-ci détaille clairement une position qui est un « loyalisme sans inféodation ».
Rapidement, le cardinal est très bien informé des exactions des Allemands et du gouvernement, ainsi que des premières actions des résistants, notamment par le père Chaillet qui tient à partir de novembre 1941 avec Témoignage chrétien un organe de dénonciation des barbaries nazie. Le cardinal n'approuve au début pas cette orientation, mais ne s'y oppose pas. Il couvre cependant progressivement les activités du mouvement « l'Amitié chrétienne », structure laïque, protestante, au sein de laquelle de nombreux catholiques vont s'intégrer, et qui organise des réseaux de caches pour les juifs et de fuite contre le STO ou pour entrer en Résistance. Ce réseau est dirigé par le pasteur Boegner. Ce mouvement est appuyé durant la première moitié de l'année par la revue Temps nouveau, démocrate chrétienne et anti-nazie, qui réussie des mois à tromper ou contourner la censure pour porter haut la défense des valeurs chrétiennes d'humanité et de résistance à la barbarie intellectuelle.
Dès 1940 - 1941, de nombreux courants catholiques sont gênés par la politique vichyste, notamment scolaire ou sociale, ce qui éloigne des catholiques du gouvernement vichyste et va en pousser certains vers la Résistance. Parmi les raisons de cette défiance, il faut citer les réticences à la « Charte du travail » par la CFTC, une opposition philosophique et spirituelle des thèses nazies notamment par les lecteurs de l'Aube ou d'Esprit, le rejet du STO par les jeunes de l'ACJF et de la JEC. À l'été 1941, un groupe de quatre professeurs des Facultés catholiques veulent publier une protestation contre le statut des juifs, mais le recteur le refuse.

##### 1942 - 1944: Détournement du régime de Vichy

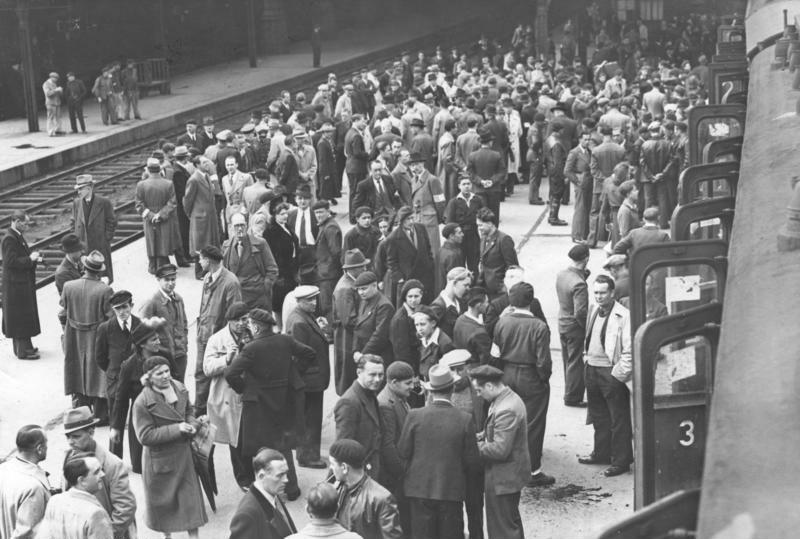
Travailleurs français envoyés en Allemagne dans le cadre du STO, une des sources de rupture entre les catholiques et le régime de Vichy.

Le gouvernement poursuit ses mesures en faveur des institutions catholiques. En avril 1942, les Facultés catholiques de Lyon sont reconnues d'utilité publique. Mais cela ne suffit pas pour conserver l'adhésion de la majorité des croyants, comme des autorités catholiques ; le cardinal Gerlier, comme de nombreux autres prélats, se retirent d'un soutien clair en 1942 pour se concentrer sur le domaine spirituel.
Le tournant sera, pour la majorité des catholiques, les mesures antisémites proprement françaises de 1942. De nombreux chrétiens poussent le cardinal à intervenir, ce qu'il fait à partir d'août 1942. Il reçoit très officiellement le grand rabbin Kaplan et le président de l'Église réformée de France Marc Boegner. Même si les protestations du Cardinal Gerlier lues en septembre 1942 dans toutes les églises sont moins fermes que d'autres, il couvre à partir de ce moment-là très volontairement les actions des résistants catholiques, que ce soit pour la diffusion de journaux, la cache de juifs ou de réfractaires du Service du travail obligatoire. La presse collaborationniste l'attaque alors violemment, tandis que les autorités allemandes le classent parmi leurs ennemis. Ainsi, dans une note du 2 septembre 1942, Otto Abetz fustige auprès des hautes autorités de son pays « ses positions anti-allemandes » et Herbert Hagen écrit dans un rapport envoyé au ministère des Affaires étrangères du Reich « La question juive s'est heurtée ces derniers temps à une résistance sans pareille de la part de l’Église. Le chef de cette opération anti-gouvernementale étant en l'occurrence le cardinal Gerlier ». Cette hostilité ne l'empêche pas de protester également en mars 1943 contre les envois massifs de jeunes pour le STO
Pendant l'ensemble de la guerre, une frange du catholicisme particulièrement conservatrice et antisémite reste fidèle au régime et soutient jusqu'au bout les choix de Vichy. Cette portion des catholiques est représentée à Lyon par le journal Le Nouvelliste tenu par Félix Garcin. Tiré à 180 000 exemplaires, il diffuse les idées d'extrême droite et approuve sans discernement toutes les actions vichyste, considérant par exemple le STO comme un moyen de lutte contre le bolchévisme.

#### Les protestants
Même si les protestants ont moins d'impératifs de respect du consensus que les catholiques, ce qui permet à certains, dont le pasteur Roland de Pury au temple de la rue Lanterne, de fustiger l'abandon du combat contre la barbarie nazie en juillet 1940, la grande majorité des personnes de cette confession demeure longtemps pétainiste.
Le tournant pour les protestants a lieu comme pour les catholiques avec les lois antisémites de 1942. Les communautés protestantes aident donc à l’accueil de réfugiés, notamment avec l'« Amitié chrétienne », structure laïque comprenant diverses confessions. La Cimade, créée en 1939 et basée à Valence, a une antenne importante à Lyon.

#### Les Juifs

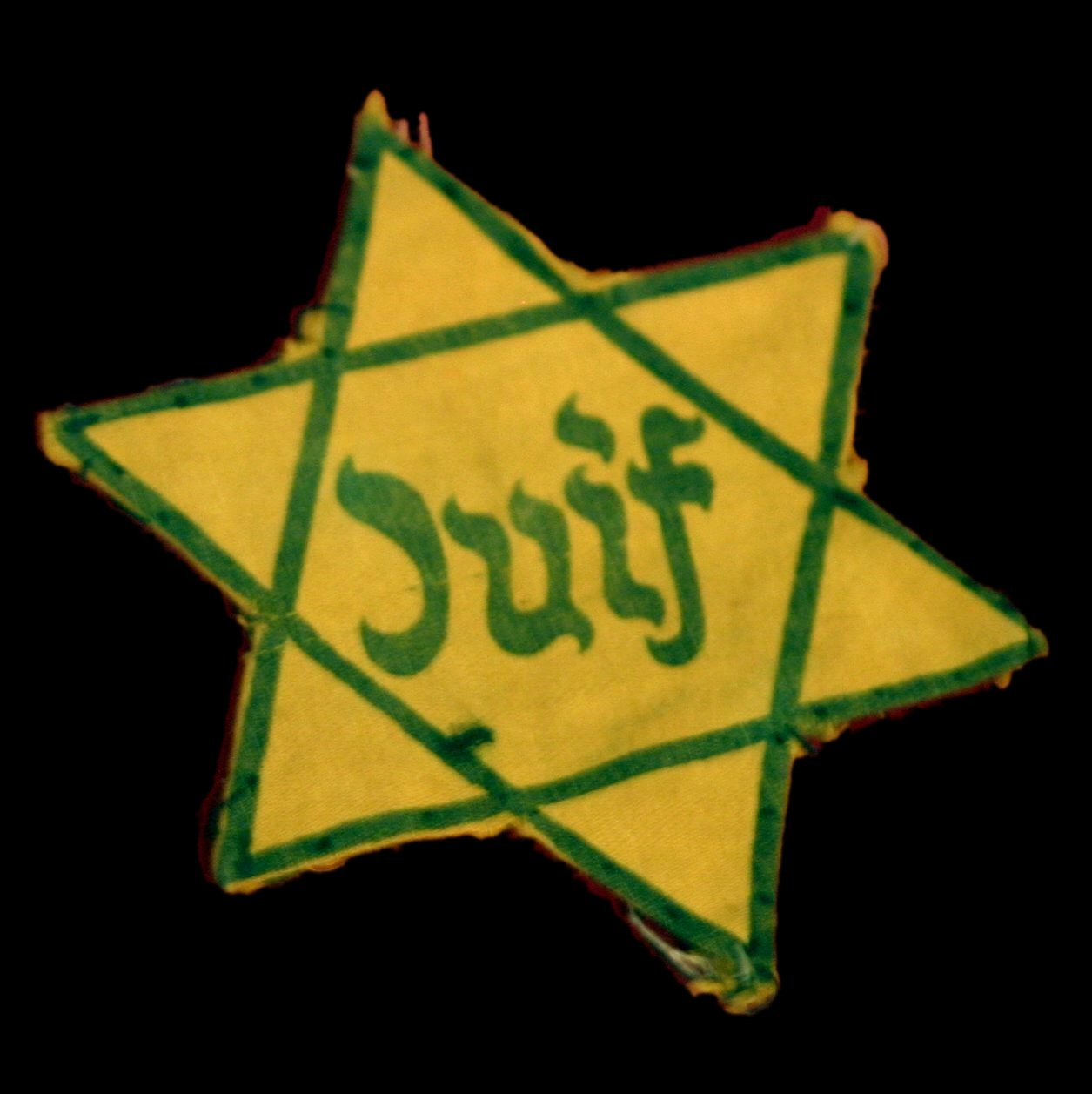
Étoile juive utilisée en France, Musée de l'armée, Paris.

Un grand nombre de juifs arrivent à Lyon, fuyant l’avance nazie. Entre 1939 et 1942, le nombre de juifs quadruple à Lyon, atteignant trente mille, dont un tiers d’étrangers. Le Consistoire central se replie à Lyon, rue Boissac.
Les institutions juives lyonnaises, qui depuis des décennies tentent de s’intégrer à la société républicaine française, tentent le plus longtemps possible de garder un contact et des rapports officiels avec l’État français, malgré les protestations de leurs propres rangs devant les dérives antisémites du gouvernement. Les rapports avec Vichy se déroulent dans le cadre de l'Union générale des israélites de France (UGIF), organe créé en novembre 1941 par le gouvernement français sous la pression des Allemands pour regrouper l'ensemble des structures juives.
Le grand rabbin Jacob Kaplan se réfugie à Lyon en 1942 et, avec l'aide de nombreux résistants des autres confessions, organise le sauvetage du plus de coreligionnaires possibles. Cette aide aux juifs persécutés se fait notamment au sein de l'UGIF dont la cinquième direction, l'assistance aux juifs étrangers, se tient au 12 rue Sainte-Catherine ; elle est composée des personnes issues de deux structures existant avant guerre, le Comité d'aide aux réfugiés allemands et autrichiens et la Fédération des sociétés juives de France. Cette organisation fournit des logements à leurs coreligionnaires arrivent sans moyens à Lyon, leur trouve des faux papiers, les mets en relation avec des filières de départ à l'étranger, souvent la Suisse. Cette structure dispose également de relations avec des non-juifs amis qui hébergent un certain nombre de fuyards.

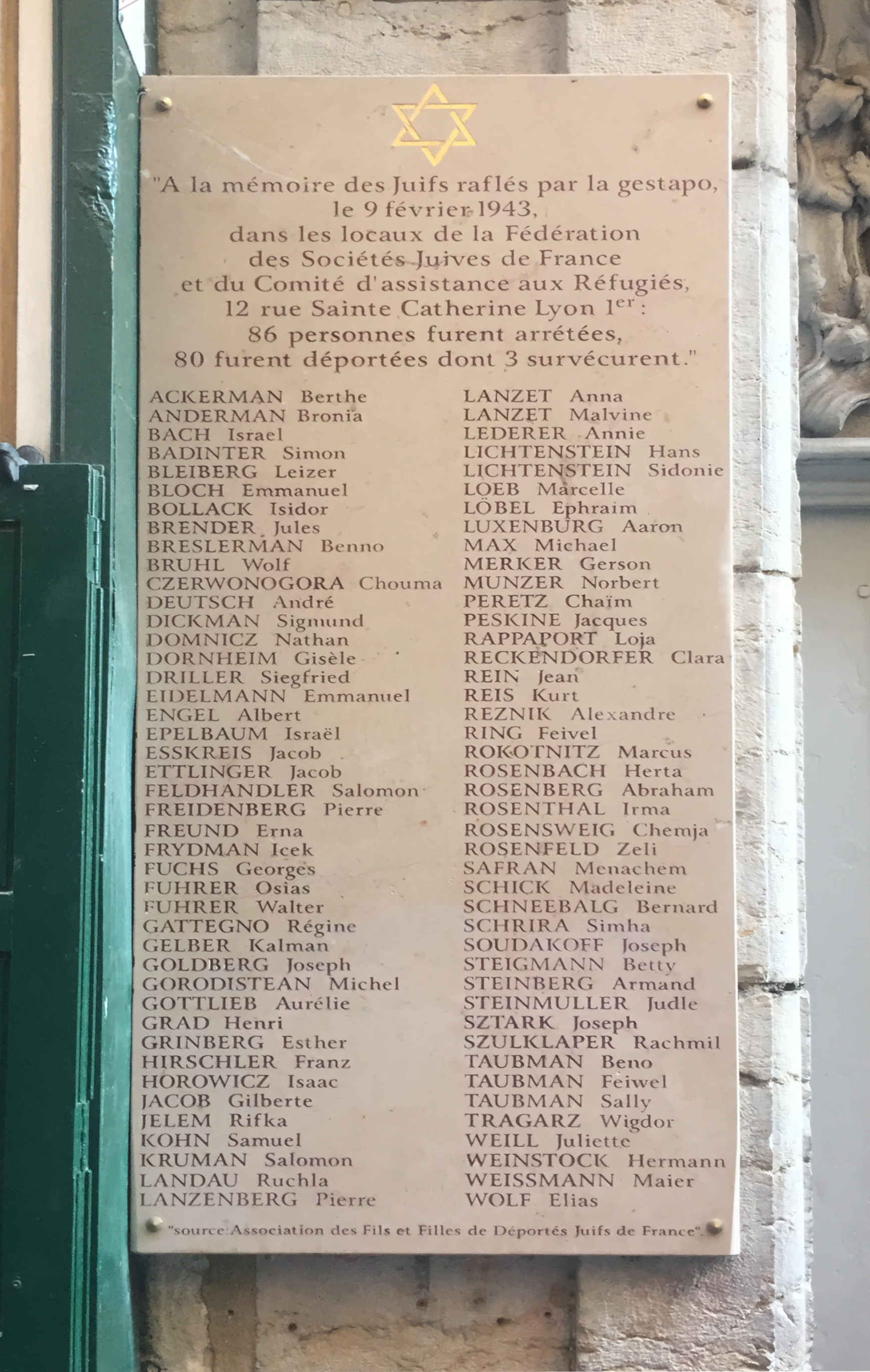
Plaque commémorative de la rafle de la rue Sainte-Catherine.

En 1943, avec l'arrivée de la Gestapo et de son chef Klaus Barbie, la répression devient terrible.
Le 9 février, une rafle s'empare de la presque totalité des personnes qui se présentent au bureau de l'Union générale des Israélites français, situé rue Sainte-Catherine. Avec les permanents de l'UGIF, les juifs capturés sont au nombre de 86. Deux parviennent à s'échapper rapidement et les autres sont déportés. Le président du consistoire central proteste vigoureusement et est arrêté avec sa femme et déporté, en octobre. Malgré cela, la synagogue reste ouverte et en février 1944, un groupe inconnu y lance des grenades. En juin 1944, le grand rabbin de l'époque passe à la clandestinité.
Au total, un millier de Juifs, la plupart des enfants, échappent à la mort, tandis que les autorités envoient plus de dix mille autres disparaître dans les camps.
Le rabbin David Feuerwerker devient grand-rabbin de Lyon à la libération de la ville en septembre 1944, à laquelle il participe en tant que Capitaine-Aumônier des Forces françaises de l'intérieur. Il est également Capitaine-Aumônier de la Place de Lyon et de la Division Alpine (27e brigade d’infanterie de montagne). Il intervient à la cérémonie commémorant la Libération de Lyon, sur la place Bellecour,.

## Postérité
Cette importance de la Résistance lyonnaise est également un objet historique construit par les acteurs mêmes du conflit, le général de Gaulle lui-même saluant et renforçant l'aura de celle-ci lors de son discours prononcé quelques jours après la libération depuis le balcon de l'hôtel de ville. Même si ce discours, prononcé dans un moment où le pays est à reconstruire et la guerre encore à gagner a avant tout une portée nationale, un grand nombre d'observateurs en ont retenu l'expression devenue notoire « cette capitale gauloise qui fut ensuite la capitale de la Résistance française ». Pour Laurent Douzou, cette formule est devenue un lieu de mémoire à la fois par l'importance de l'homme qui l'a créée, par le moment où elle est reçue par les auditeurs et par le fait qu'elle définit la singularité du rôle joué par la ville.

### Œuvres littéraires
Il existe une production littéraire très importante ayant trait aux évènements et aux personnalités de la ville. Parmi celle-ci, l'historien Laurent Douzou signale les récits biographiques suivants : La nuit sans ombre d'Alban Vistel, La nuit finira de Henri Frenay, L'aventure incertaine de Claude Bourdet, Ils partiront dans l'ivresse de Lucie Aubrac, Souvenirs inédits d'Yvon Morandat, Mémoires d'un franc-tireur de Jean-Pierre Lévy, Demain il fera beau de Denise Domenach-Lallich et Alias Caracalla de Daniel Cordier.

### Lieux de mémoire

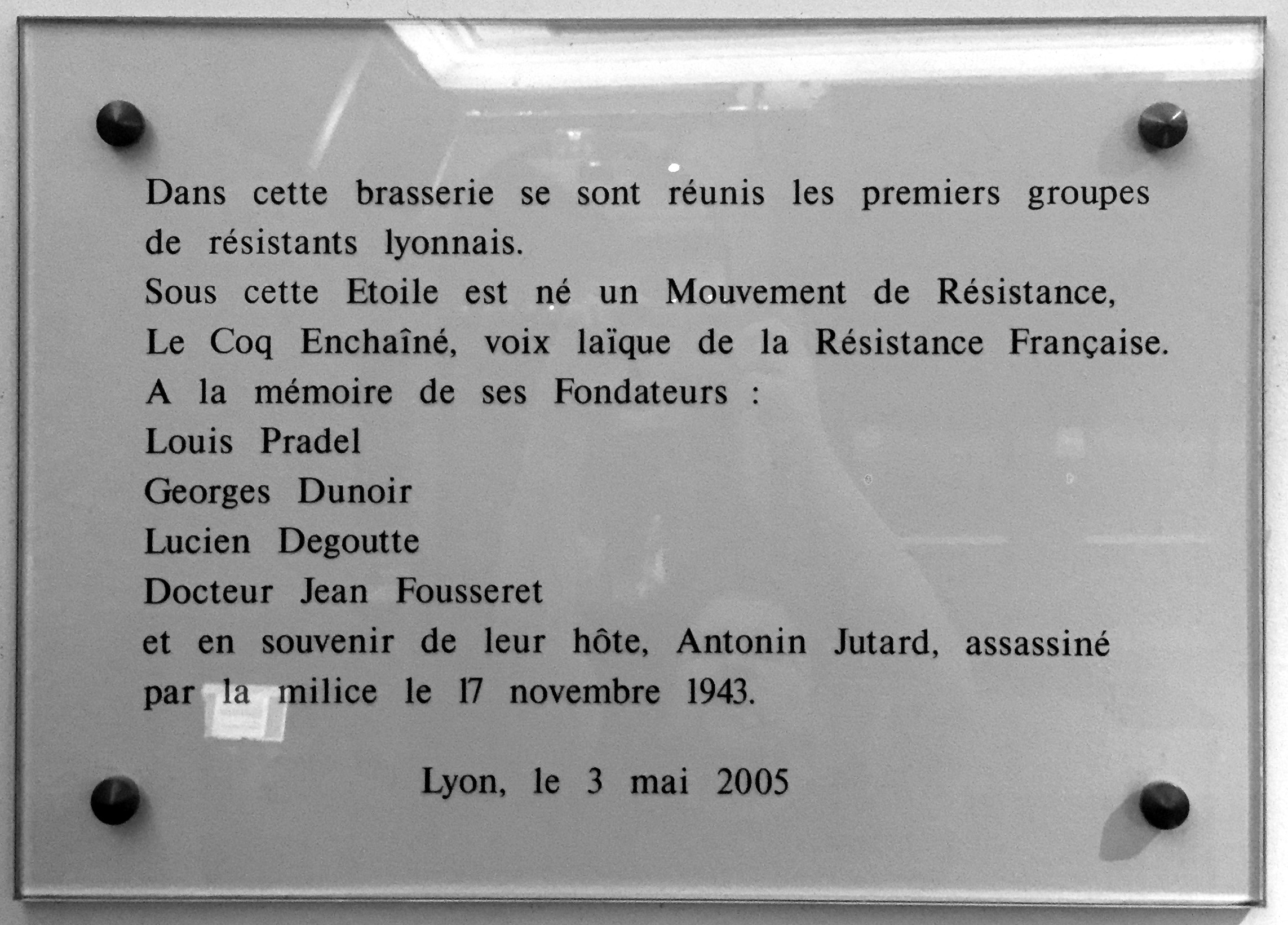
Plaque rappelant la naissance du mouvement du Coq enchainé, apposée Cours Gambetta.

La mémoire de la résistance lyonnaise au régime de Vichy et aux nazis a toujours été maintenue par les personnes ayant vécu les évènements, notamment les résistants ou les survivants des camps nazis. Elle a été largement ravivée par le procès de Klaus Barbie de 1987.
Les Résistants morts pour la France sont honorés de plaques à plusieurs endroits de la ville.
En 1992, dans les locaux de l'école du service de santé militaire occupé entre 1943 et 1944 par la SIPO-SD, est fondé le Centre d'histoire de la résistance et de la déportation.
De même deux lieux portant la mémoire de la Seconde Guerre mondiale à Lyon sont ouverts au public avec un projet de porter la mémoire de ces évènements : la maison du docteur Dugoujon et la prison Montluc.f

### Fonds d'archives
Il existe trois grands fonds d'archives rassemblant une riche documentation primaire sur la Seconde Guerre mondiale à Lyon, les Archives municipales de Lyon, les Archives départementales du Rhône et le Centre d'histoire de la Résistance et de la Déportation.

#### Les archives du CHRD
Le Centre d'histoire de la résistance et de la déportation est une institution privée née des cendres du musée Boileau qui continue de s'enrichir de documents directement centrés sur l'histoire de la Seconde Guerre mondiale. Le CHRD dispose d'un grand nombre de dossiers individuels sur les acteurs de la Résistance, des fonds sur la presse clandestine, des faux papiers. En ce qui concerne la répression, le centre dispose de nombreuses listes de déportés, d'exécutés, d'internés, ainsi que de nombreux objets et courriers de personnes persécutées. Le centre possède également un fonds important sur les chantiers de jeunesse et sur la propagande vichyste ou allemande. Il a collecté un grand nombre d'objets concernant la vie quotidienne (chansons, bombardements). Enfin, le centre conserve de nombreux documents constitués après la guerre. Il dispose ainsi de pièces établies lors des procès Barbie, Touvier et Papon ou rassemblées par l'association Hyppocampe qui a lutté contre le négationnisme au sein de l'université Lyon III.

#### Les Archives municipales de Lyon
En plus des archives naturellement issues des administrations municipales de l'époque, les Archives municipales de Lyon conservent celles des Hospices civils de Lyon et sur la Société des transports en commun de la région lyonnaise. La municipalité a légué aux Archives des documents traitant de la défense passive, du ravitaillement, de la gestion du personnel relativement aux lois vichystes, des réquisitions, des bombardements alliés, de la destruction des ponts à la libération, des inhumations des victimes de la répression et des secours et œuvres de guerre.
Les AML conservent également des pièces particulières telles une lettre du général de Gaulle adressée à Herriot du 10 juin 1940 ou une protestation officielle d'Herriot lors de son arrestation par Vichy en 1942. Les AML disposent aussi de fonds privés importants tels ceux de la chronique sociale, de Xavier Vallat, de Roger Radisson, de Gilbert Dru, de Charles Secrétant, de Jean Lacroix, d'Anatole Lewitsky, Roger Gadille, Alain Barrère, Xavier Lamothe, Paul Balas, Fleury Marius Seive ou Léon Bertholon. Enfin, les AML possèdent un riche fonds photographique, d'affiches et brochures municipales.

#### Les Archives du département du Rhône et de la métropole de Lyon
Les fonds les plus importants sur la Seconde Guerre mondiale au sein du Service d'archives du département du Rhône et de la métropole de Lyon proviennent des services du préfet, son cabinet, le commissariat de la République à la Libération et le bureau de police générale. Les ADRML possèdent également le « fichier Montluc », versement du service régional de la police judiciaire, un des rares fonds permettant d'avoir une connaissance sur les internés de la prison Montluc avec celui du service de recherche des crimes de guerre ennemis du professeur Pierre Mazel.
Les ADRML ont aussi des documents sur la défense passive, les conséquences des bombardements alliés, les dossiers de dommages de guerre, les fonds des juridictions d'exception du régime de Vichy, ceux des juridictions de la Libération condamnant la Collaboration.
Enfin, les ADRML possèdent des fonds privés portant sur cette problématique tels celui des AMUR, des groupes francs et le fonds « Marcel Ruby » de la commission d'histoire de la guerre.

## Historiographie
L'importance de la ville de Lyon dans les actions de la Résistance en France a engendré une abondante production éditoriale sur le sujet, ainsi que de très nombreux travaux de recherche.